# Evangelische Stadtkirche Monschau

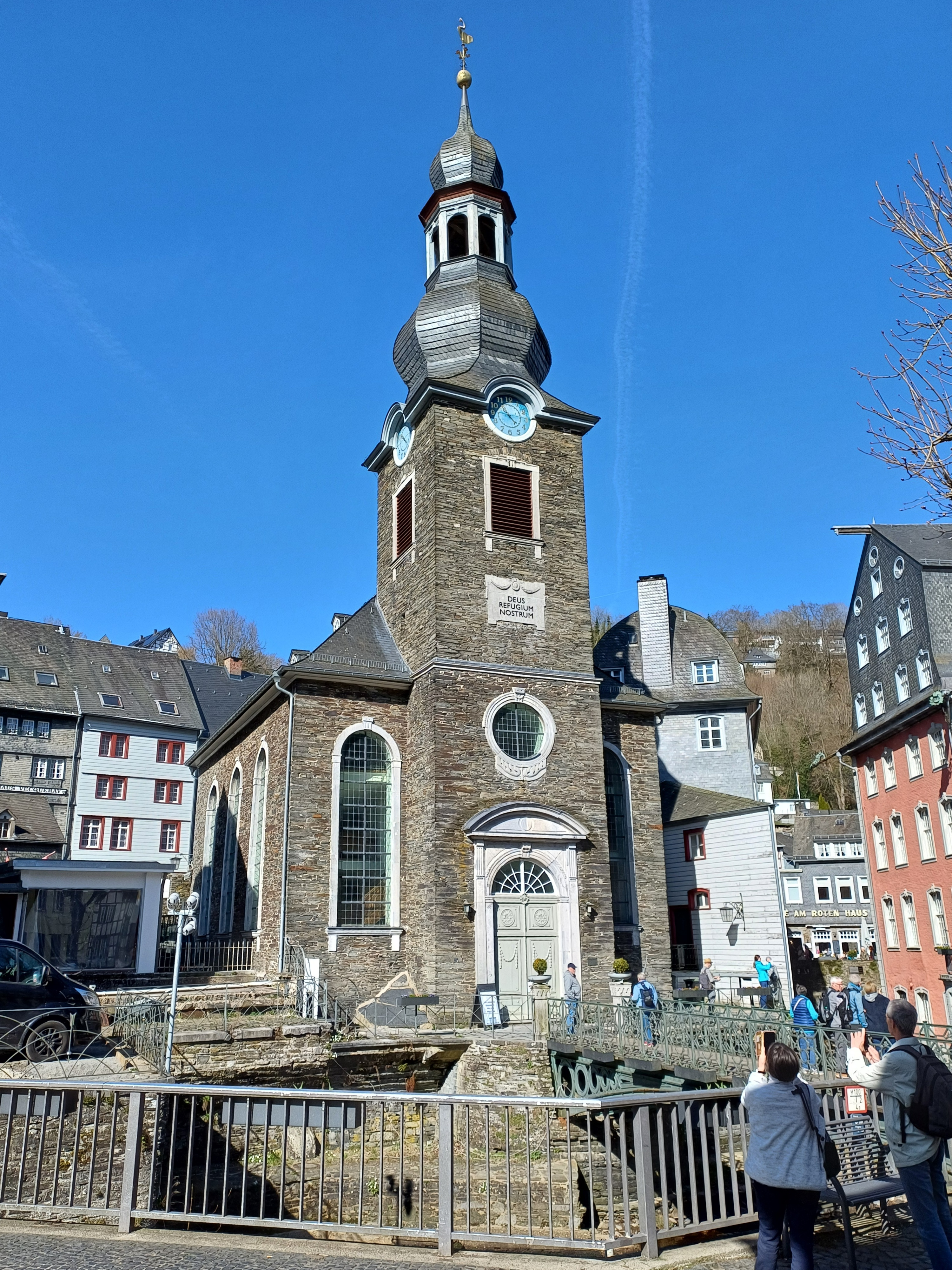
Stadtkirche Monschau

Die Evangelische Stadtkirche Monschau ist eine Kirche in Monschau in der Städteregion Aachen in Nordrhein-Westfalen und unter Nummer 57 in die Liste der Baudenkmäler in Monschau eingetragen. Sie ist eine Kirche der Evangelischen Kirchengemeinde Monschauer Land im Kirchenkreis Aachen der Evangelischen Kirche im Rheinland.

## Name
Ihren Namen Evangelische Stadtkirche Monschau erhielt die Kirche im Gottesdienst zur Wiedereröffnung am 23. August 2014. Mit dem Namen wird auf die besondere Rolle der Kirche als „Kirche für die Stadt“ hingewiesen.

## Baugeschichte

### Vorgängergebäude 1609 und 1683

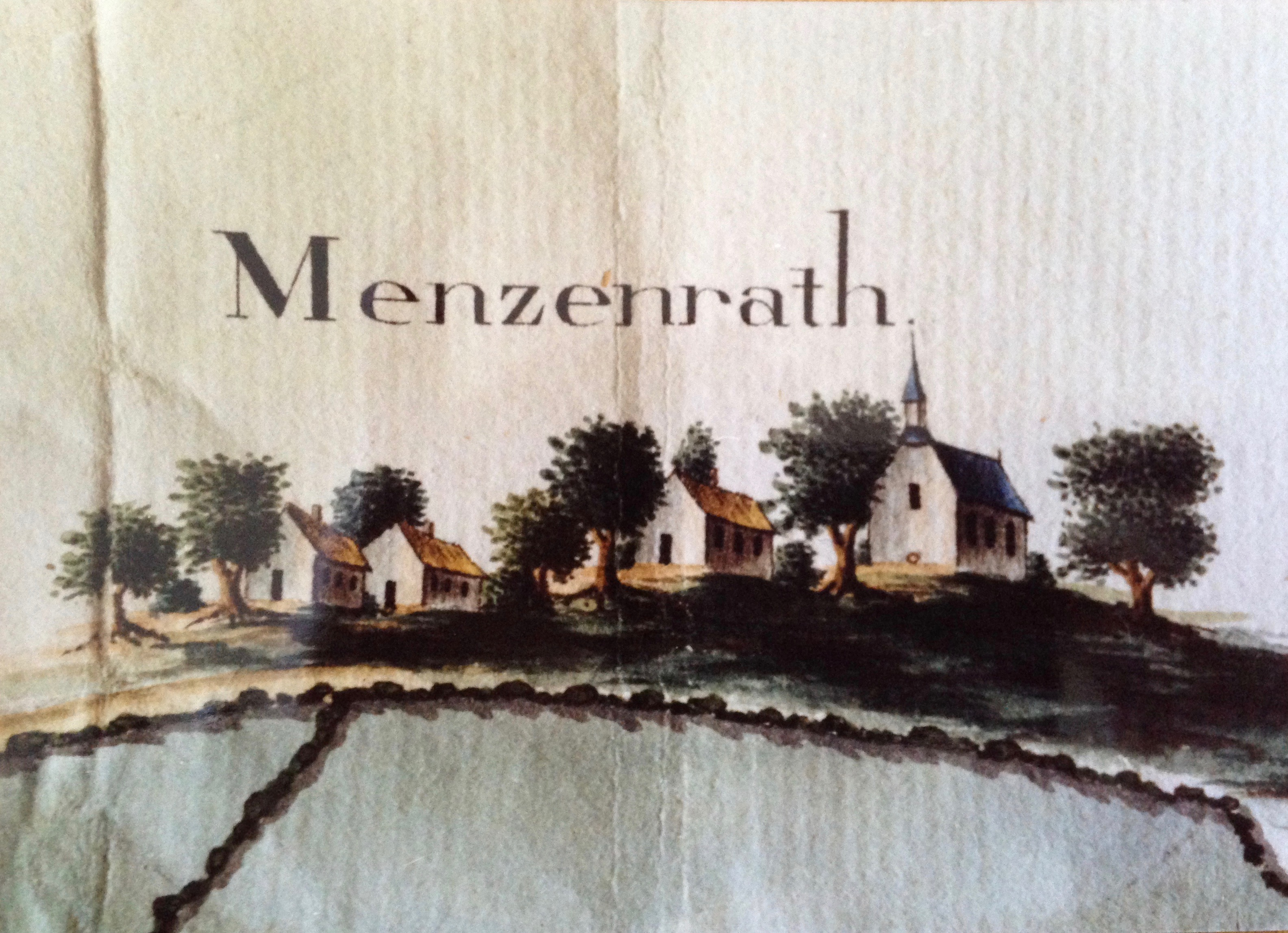
Evangelisch-Lutherische Kirche Menzerath (1683–1831); Zeichnung von 1810

Durch das Auftreten von „Taufgesinnten“ und frühe Spuren der „Evangelischen Bewegung“ ist hier entstandenes evangelisches Leben schon für die erste Hälfte des 16. Jahrhunderts und damit für die Zeit der Reformation im Monschauer Land anzunehmen. Schon vor 1597 könnte es eine lutherische Gemeinde gegeben haben.
Der heutigen Stadtkirche gehen evangelische Gottesdienststätten an zwei anderen Orten voraus.
In der Zeit der gemeinsamen Regentschaft über das Herzogtum Jülich durch das Fürstentum Pfalz-Neuburg und das Kurfürstentum Brandenburg fanden ab 1609 zunächst lutherische, ab 1614 reformierte Gottesdienste in der Schlosskapelle der Burg Monschau statt. Mit der Eroberung von Burg und Stadt Montjoie durch die Spanier 1622 wurde öffentliche protestantische Religionsausübung wieder unmöglich. Lutheraner und Reformierte wurden in den Folgejahren hart unterdrückt. Während die Lutheraner sich weiter im Verborgenen im benachbarten Weiler Menzerath trafen, hielten sich die Reformierten zur Gemeinde in Gemünd.
Nach Ende des Dreißigjährigen Krieges und nach Abschluss des Westfälischen Friedens von 1648 dauerte es noch bis zum Religionsvergleich vom 26. April 1672, bis den Lutheranern erneut das Recht auf öffentliche Religionsausübung gewährt wurde. 1683 konnte die lutherische Gemeinde, die seit 1655 mit der lutherischen Gemeinde in Gemünd verbunden war, eine erste eigene Kirche im ungefähr 1,5 Kilometer nordöstlich von Monschau gelegenen Weiler Menzerath bauen, wohin die Gemeinde nach dem Verbot der Gottesdienste in der Stadt Montjoie bereits 1622 in eine Scheune ausgewichen war. Am 15. August 1683 wurde diese Kirche mit einem Gottesdienst feierlich eröffnet. Die Menzerather Kirche wurde 1824 wegen Baufälligkeit geschlossen und schließlich 1831 abgerissen.
Versuche, das für Menzerath errungene „exercitium religionis publicum“, d. h. das Recht am Ort öffentlich Gottesdienste zu feiern, auch auf die Stadt Montjoie auszudehnen, blieben zunächst erfolglos.

### Neubau 1787 bis 1789
Der Neubau der evangelischen Kirche in Montjoie ist nicht zu trennen von der Blüte der Feintuchherstellung in der zweiten Hälfte des 18. Jahrhunderts. Sie geht insbesondere auf die Initiative der lutherischen Theologen- und Tuchfabrikantenfamilie Scheibler zurück. Bereits 1751 stiftete Johann Heinrich Scheibler (1705–1765) einen Fonds in Höhe von 400 Talern zum Bau, bald folgten weitere Spenden in Höhe von rund 720 Talern. Aber erst in Folge des Toleranzpatents Josephs II. von 1781 wurde schließlich am 4. Januar 1787 durch den Kurfürsten Karl Theodor die Baugenehmigung erteilt. Mit der Baugenehmigung verbunden war die Aufteilung der Gemeinde Menzerath in zwei selbständige Gemeinden Menzerath und Montjoie.
Der Kirchbau wurde durch die vielfältigen Verfolgungs- und Unterdrückungserfahrungen im 16. Jahrhundert, der Konfessionalisierung politischer Auseinandersetzungen im 17. Jahrhundert und durch die Ideen der Theologie der Aufklärung im 18. Jahrhundert geprägt. In einem Aufruf der Ältesten und Deputierten der Gemeinde zur Sammlung von Spenden und Kollekten vom 28. Januar 1787 hielten sie im Kollektenbuch fest:

„Dem gegenwärtigen Zeitpunkt, der von der allweisen Vorsicht selbst ausersehen zu seyn scheint, um die Menschen, und besonders die Christen, unter die eigentliche und wahre Gottesverehrung näher zu vereinigen; dem Zeitpunkt, da der unselige Fanatismus, durch das hellstrahlende Licht der Aufklärung verscheucht, in den Abgrund zurückflieht, aus dem er zur Qual der Menschheit heraufgestiegen war; dem Zeitpunkt, da die, so auf den Thronen sizzen, von Menschenliebe und Duldungsgeist selbst beseelt, diese Gesinnungen auch auf die Völker verbreiten: diesem Zeitpunkt war es aufbehalten, auch uns eine Wohltat wieder zu gewähren, die unsere Gemeinde ehemals genoßen und durch Verfolgung verloren hatte.“

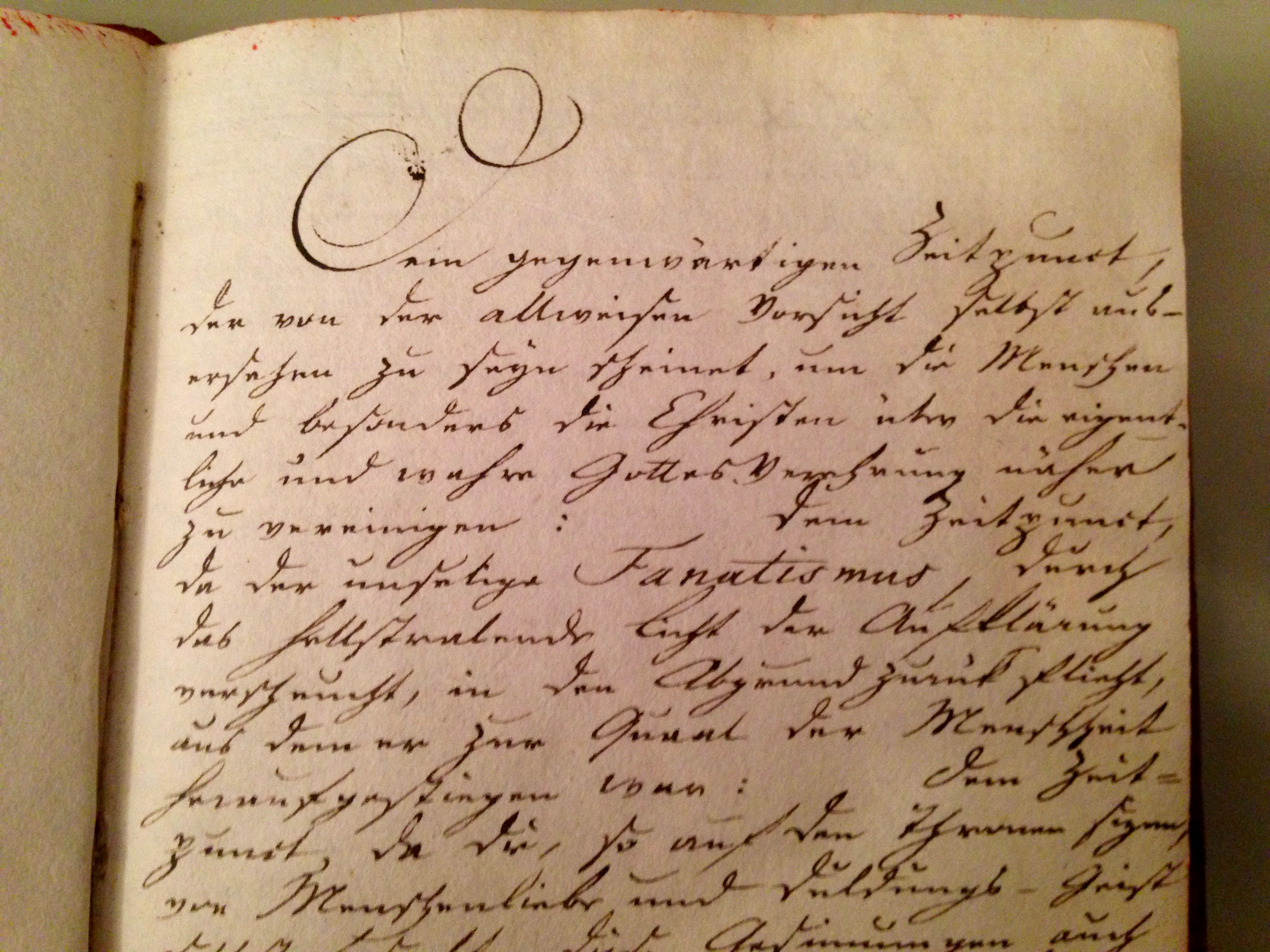
Kollektenbuch

Insgesamt 4.990,59 ¼ Reichstaler wurden so für den Kirchbau außerhalb der Gemeinde gesammelt. Spenden und Kollekten trafen u. a. aus Amsterdam, Nijmegen, Genua, Livorno, Warschau, St. Petersburg, Straßburg, Bozen, Basel, Venedig und Berlin ein.
Am 25. Juli 1787 wurde der Grundstein zum Bau gelegt. Der Assessor im Herzogtum Jülich der Lutherischen Kirche von Jülich-Berg, Pfarrer Johann Friedrich Moes (1714–1788, ab 1747 Pfarrer in Menzerath) predigte aus diesem Anlass über Psalm 67,2:

„Gott sei uns gnädig und segne uns, er lasse uns sein Antlitz leuchten.“

Mit einem festlichen Gottesdienst am 16. August 1789 wurde die Kirche eröffnet. Am 19. August 1789 konnte ein erster Küster eingestellt werden.
Die reinen Baukosten betrugen bis Ende 1789 18.614,21 Reichstaler.

### Baumeister
Am 20. Dezember 1787 wurde ein Bauvertrag mit dem Mülheimer Baumeister Wilhelm Hellwig abgeschlossen. Im Vertrag, in welchem ein Honorar von 600 Reichstalern vereinbart wurde, wurde ihm der Auftrag erteilt, den Kirchbau, für den er offenbar in Vorleistung schon verschiedene Pläne und Zeichnungen geliefert hatte, zu verantworten, und zwar

„bis zu derselbigen gänzlichen Vollendung, mit Turm, Glocken, Uhr, Orgel und allem übrigen inneren Einrichtungen wie solche im Rahmen haben mögen und bis, wie man sich auszudrücken pfleget, die Schlüssel auf den Türen stecken.“

Da Hellwig insgesamt aber nur rund 480 Reichstaler ausgezahlt wurden, ist anzunehmen, dass er vor dem endgültigen Abschluss der Arbeiten entweder vom Bau zurückgetreten oder verstorben war.
Wilhelm Hellwig wurde vor 1750 in Schmallenberg geboren, war selbst römisch-katholisch und lebte ab 1771 in Bensberg. Nachdem er 1776–1777 noch als Schreiner an der Fertigung von Ausstattungsstücken der reformierten Gnadenkirche Bergisch Gladbach mitgewirkt hatte, entwarf er als Baumeister unter anderem 1786 die Lutherische Kirche Mülheim und zeitgleich 1788–1789 die Mülheimer Synagoge sowie 1788–1790 die Lutherische Kirche Volberg. In Bonn und Mülheim war Hellwig zuvor Mitarbeiter des Baumeisters Johann Georg Leydel gewesen.

### Fertigstellung 1810
Die Fertigstellung der Kirche durch den Einbau der Emporen und der Orgel konnte schließlich am 9. Dezember 1810 (2. Advent) begangen werden.

## Beschreibung

### Baukörper

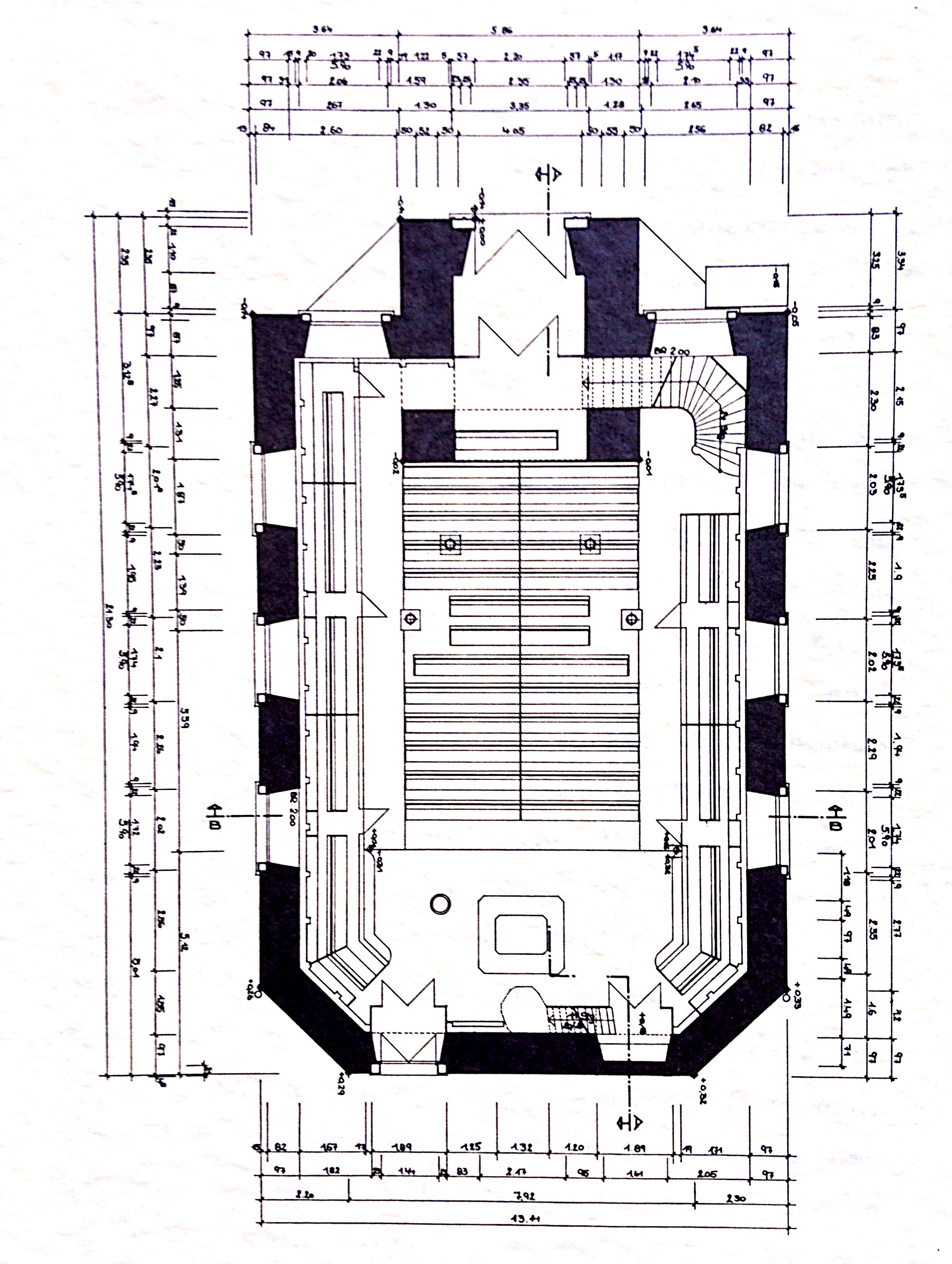
Grundriss (1977)
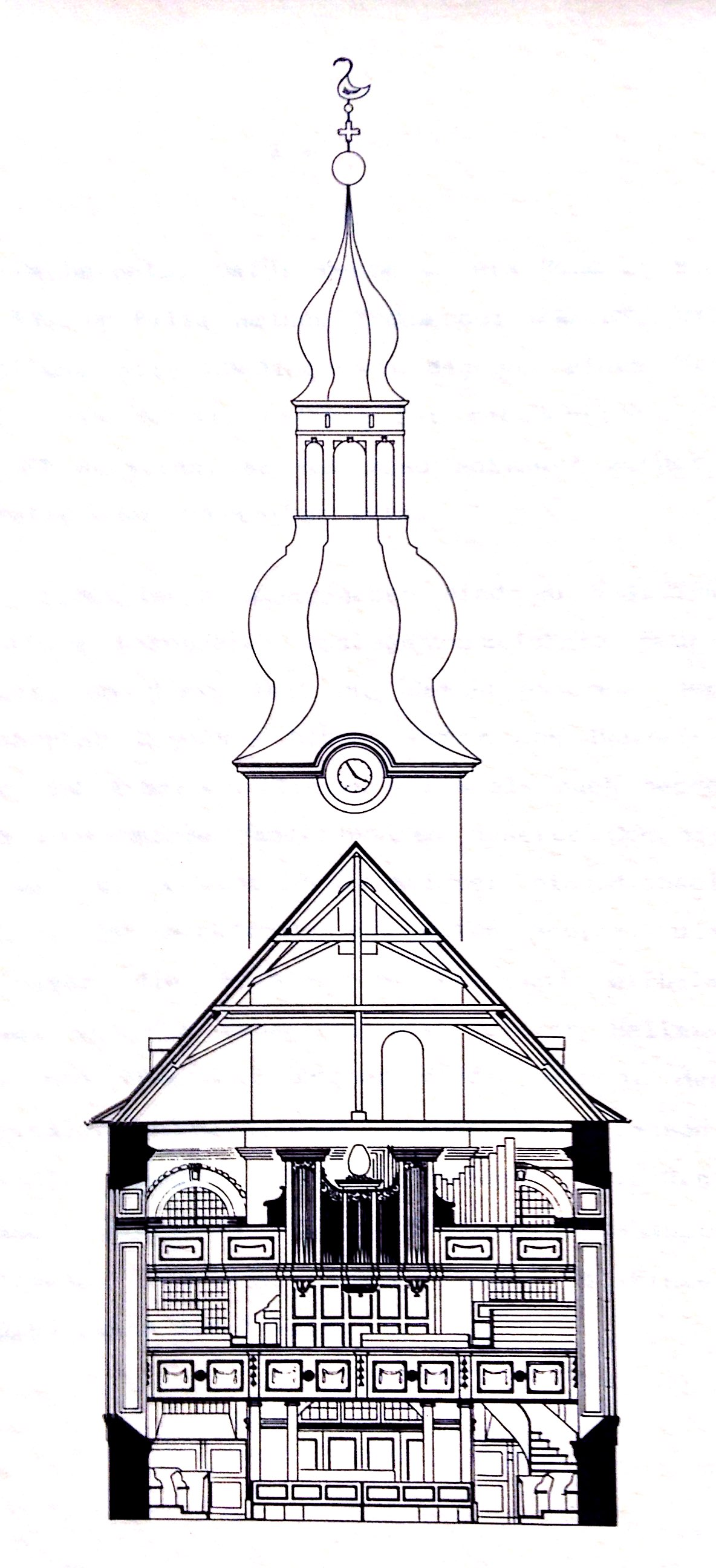
Querschnitt (1977)
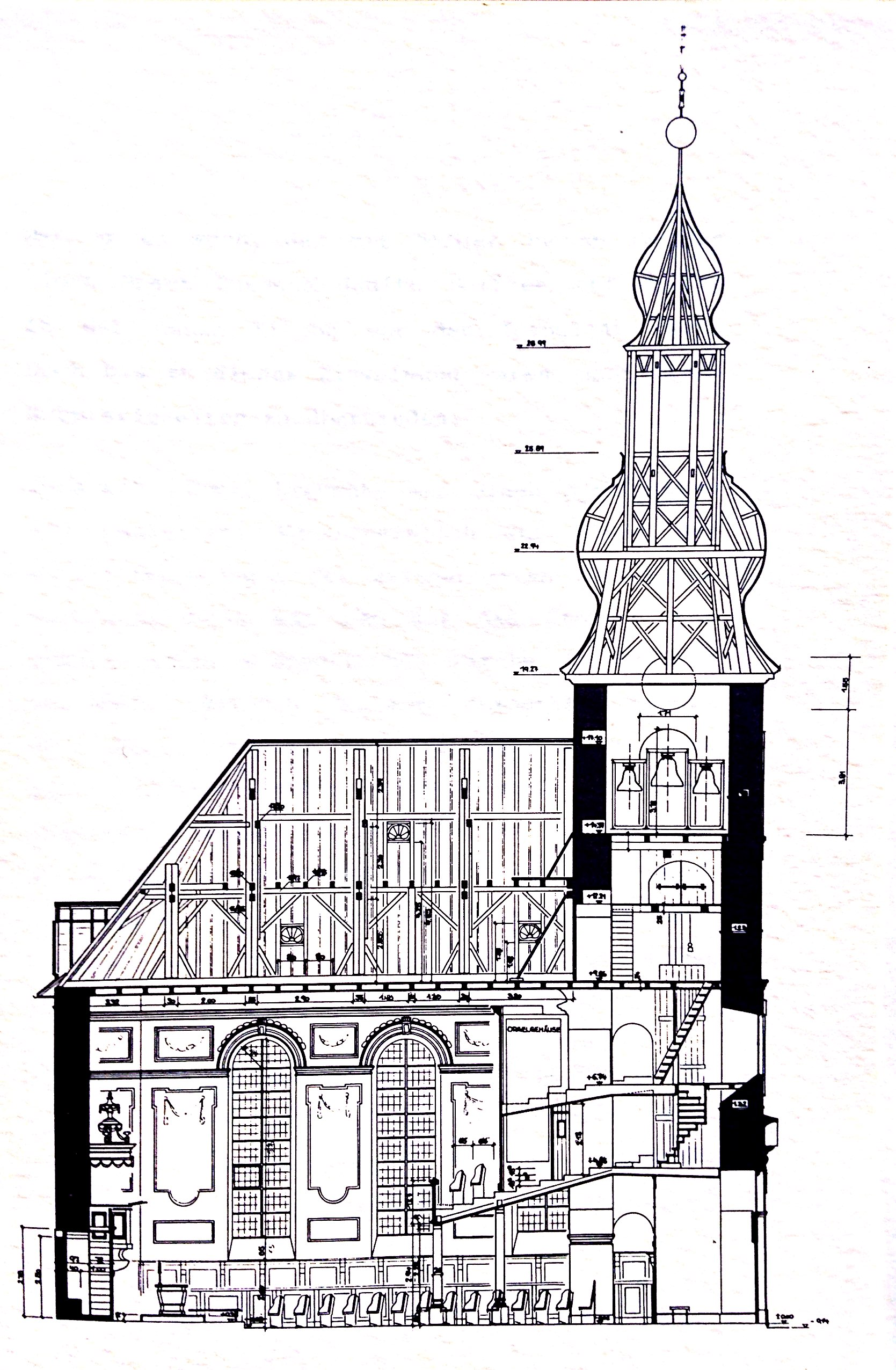
Längsschnitt (1977)

Die Kirche ist ein unverputzter, rechteckiger Bruchstein-Saalbau mit Blausteineinfassungen und abgeschrägten Chorecken im Südwesten. In die nordöstliche Schmalseite ist der viergeschossige Turm mehr als halb eingebaut, so dass er oben aus dem Walmdach herauswächst.
Die Bruchsteinwände erheben sich ohne Sockel glatt bis zu dem unauffälligen, unter der Dachrinne fast verborgenen Traufgesims. Einzige Gliederungselemente sind die eingesetzten hohen Rundbogenfenster in Werksteinrahmung mit ausgestellten Fensterbänken auf je zwei Konsolenstützen. An den Längsseiten liegen je drei, vorn je eines zu beiden Seiten des Turms. Die Südwestseite, einschließlich der abgeschrägten Ecken, ist bis auf zwei kleine Türen, von denen die rechte später im Zuge des Baus der Laufenstraße im Jahr 1843 vermauert wurde, geschlossen. Der Maurermeister hieß Michael Mathar.
Die Dachflächen werden an den Längsseiten durch je drei kleine Giebelgauben mit strahlenförmigen Sprossenfenstern aufgelockert. An der südwestlichen Schmalseite fallen die zwei großen Gauben mit zweiflügligen Holztüren auf, die auf eine möglicherweise beabsichtigte Nutzung des Dachraumes als Speicher hinweisen.

#### Fassade

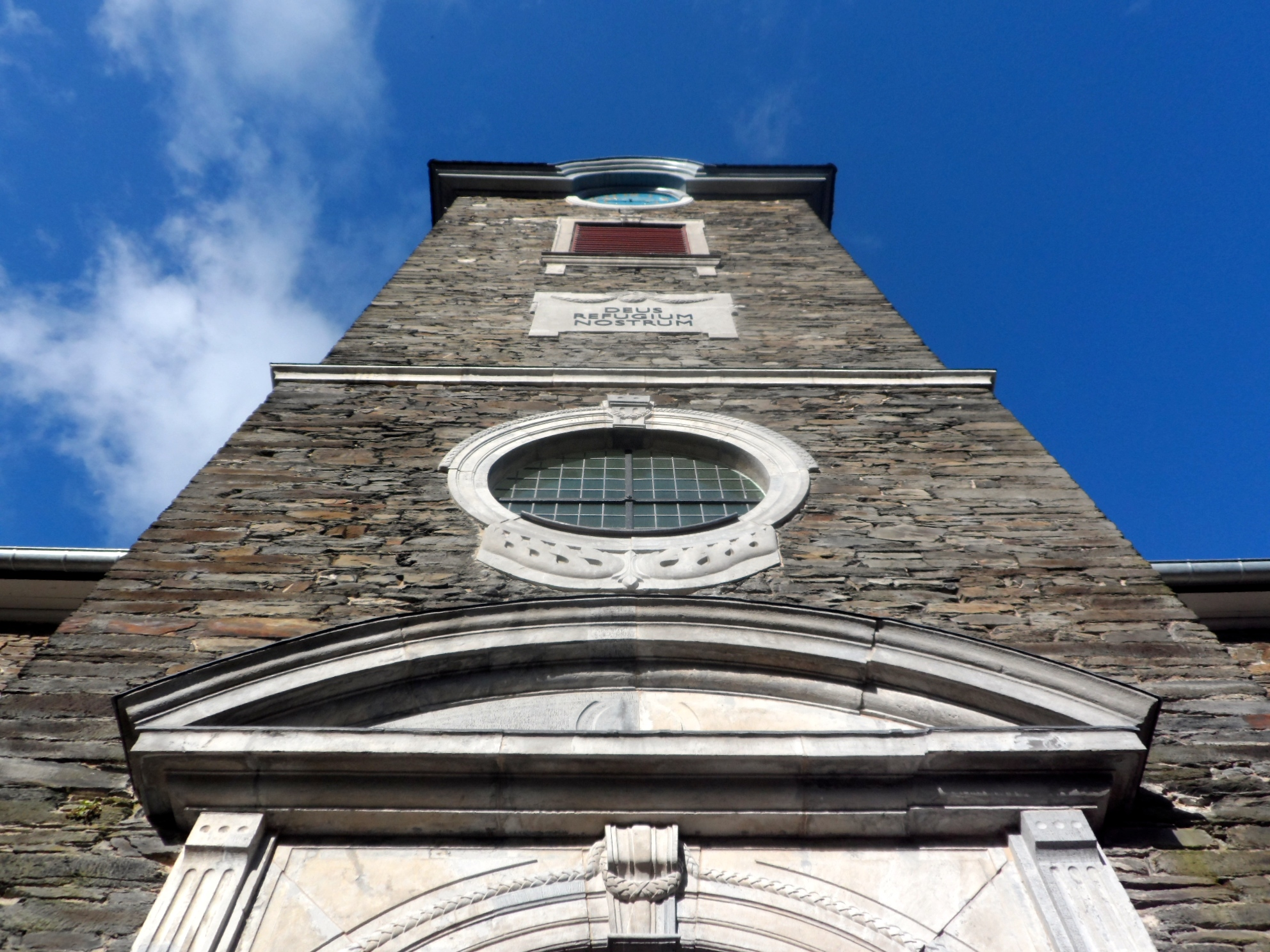
Gliederung der Schaufassade des viergeschossigen Turmes
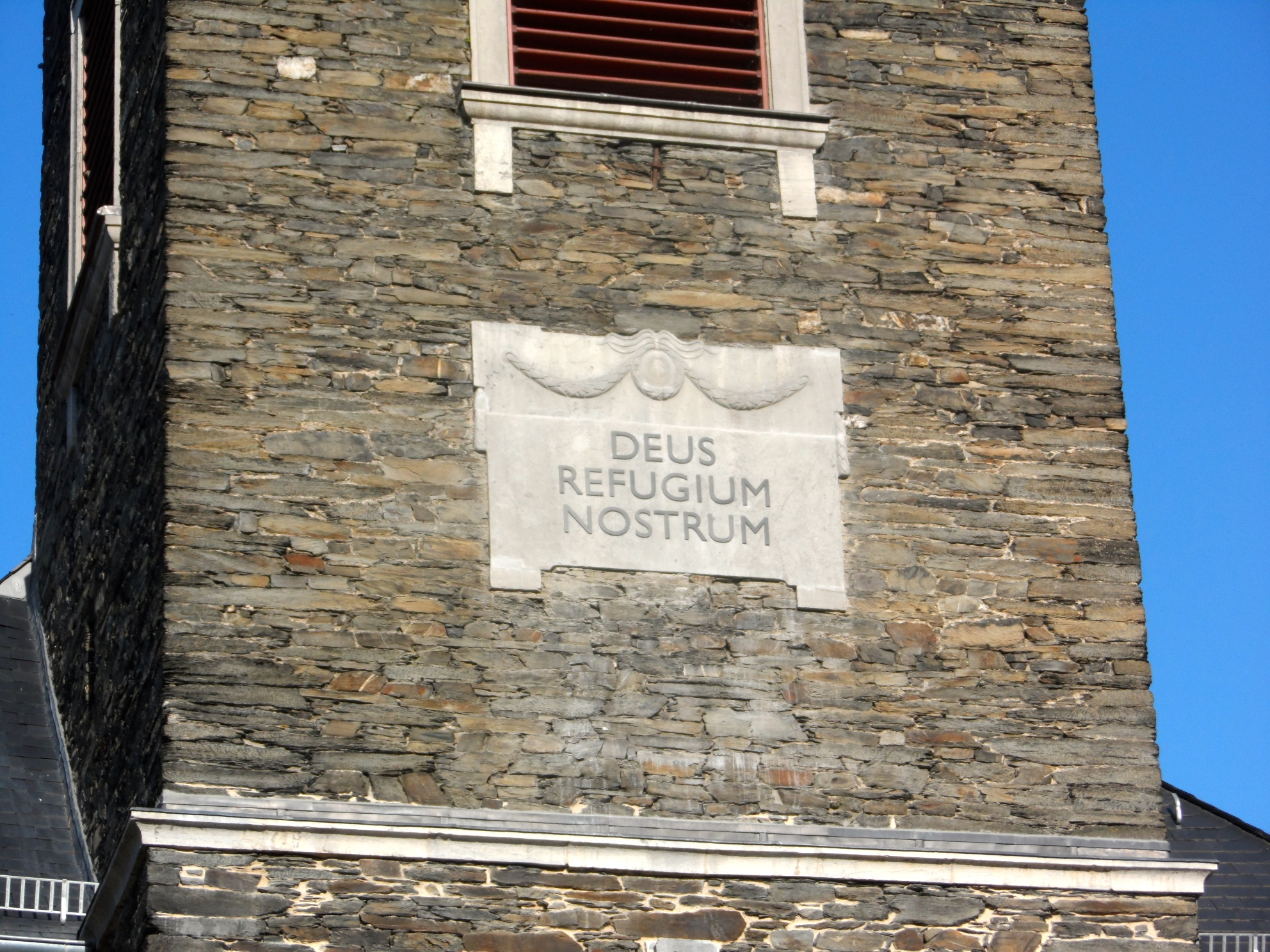
DEUS REFUGIUM NOSTRUM, Psalm 46,2 „Gott ist unsere Zuflucht.“

Die der Rur zugewandte Seite ist eindeutig als Schaufassade des Baus konzipiert. Die einfache Brücke mit schmiedeeisernem Geländer, auch „Evangelische Brücke“ genannt, da sie 1861 durch die Evangelische Kirchengemeinde errichtet worden war, führt direkt auf das rundbogige Turmportal in Blausteinrahmung zu. Es besteht aus einer zweiflügeligen, grauweiß gefassten Eichentür mit geschnitzten Louis-seize-Applikationen, darüber einem rechteckigen geschlossenen Zwischenstück und einem rundbogigen Oberlicht mit strahlenförmigem, bleiweiß gefasstem Sprossenfenster. Die pilasterartige Steinrahmung trägt über dem Türbogen ein Gesims mit einem Segmentgiebel, der schon Stilelemente des Klassizismus zeigt. Das gesamte Steinhauwerk wurde an die Steinhauer Joes und Franz Bertram Coberg vergeben.
Über dem Portal ist ein steingerahmtes Rundfenster mit Girlandenschmuck an der Unterseite eingefügt. Darüber trennt ein umlaufendes Gesims auf Traufhöhe des Schiffs den Turmschaft in zwei Hälften. Die obere Hälfte wird von rechteckigen Schallluken mit Lamellenfüllung an den drei freistehenden Seiten bestimmt.
Rechts und links des Portals sind zwei baugleiche Wandleuchten in sechseckiger Formgebung aus Messing und Glas der Firma H. Schiffler aus Aachen von 1935 angebracht.
An der Frontseite ist zwischen Gesims und Schallluke außerdem eine girlandengeschmückte Steinplatte eingelassen, die seit 2014 die Inschrift aus Psalm 46,2 trägt: DEUS REFUGIUM NOSTRUM („Gott ist unsere Zuflucht“).

#### Turmhaube

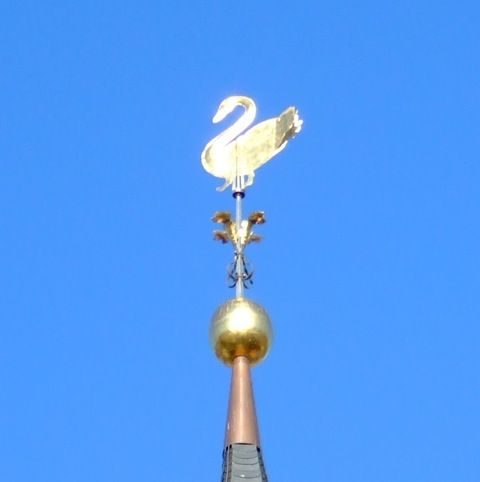
Turmspitze mit Stange, Knopf und Schwan

Als Abschluss des Turmes erhebt sich über einem weit ausgreifenden profilierten Gesims, das an allen vier Seiten die obere Hälfte der runden Zifferblätter der 2006 wiederhergestellten Einzeigeruhr umfängt, die hohe achteckige Welsche Haube, geschiefert in altdeutscher Deckung, mit offener Holzlaterne, einem Kugelaufsatz mit Pflanzenmotiv und dem auf den Reformator Martin Luther hindeutenden symbolhaften Schwan als Bekrönung.
Die gebauchte Haube mit Laterne stammt aus dem Jahr 1684 und war ursprünglich Teil der barocken lutherischen Kirche in Mülheim am Rhein. Diese Kirche wurde im Februar 1784 durch ein Hochwasser zerstört. Nur der Turm blieb stehen. 1786 konnten die Mülheimer eine neue Kirche an einem anderen Ort erbauen. Ihr Baumeister war Wilhelm Hellwig.
Vermutlich auf Vermittlung von Wilhelm Hellwig, der auch Baumeister der Monschauer Kirche war, kaufte die Monschauer Gemeinde das Balkenwerk der barocken Turmhaube mit „Stange, Knopf und Schwan“ der lutherischen Gemeinde in Mülheim ab. Nachdem zunächst die Lieferung für die Wochen nach Pfingsten vertraglich vereinbart gewesen war, erfolgten die Anlieferung und der Aufbau schließlich einige Wochen nach Eröffnung der Kirche im Oktober 1789. Die Haube mit dem Schwan ist also rund 100 Jahre älter als das übrige Bauwerk.

### Innenraum

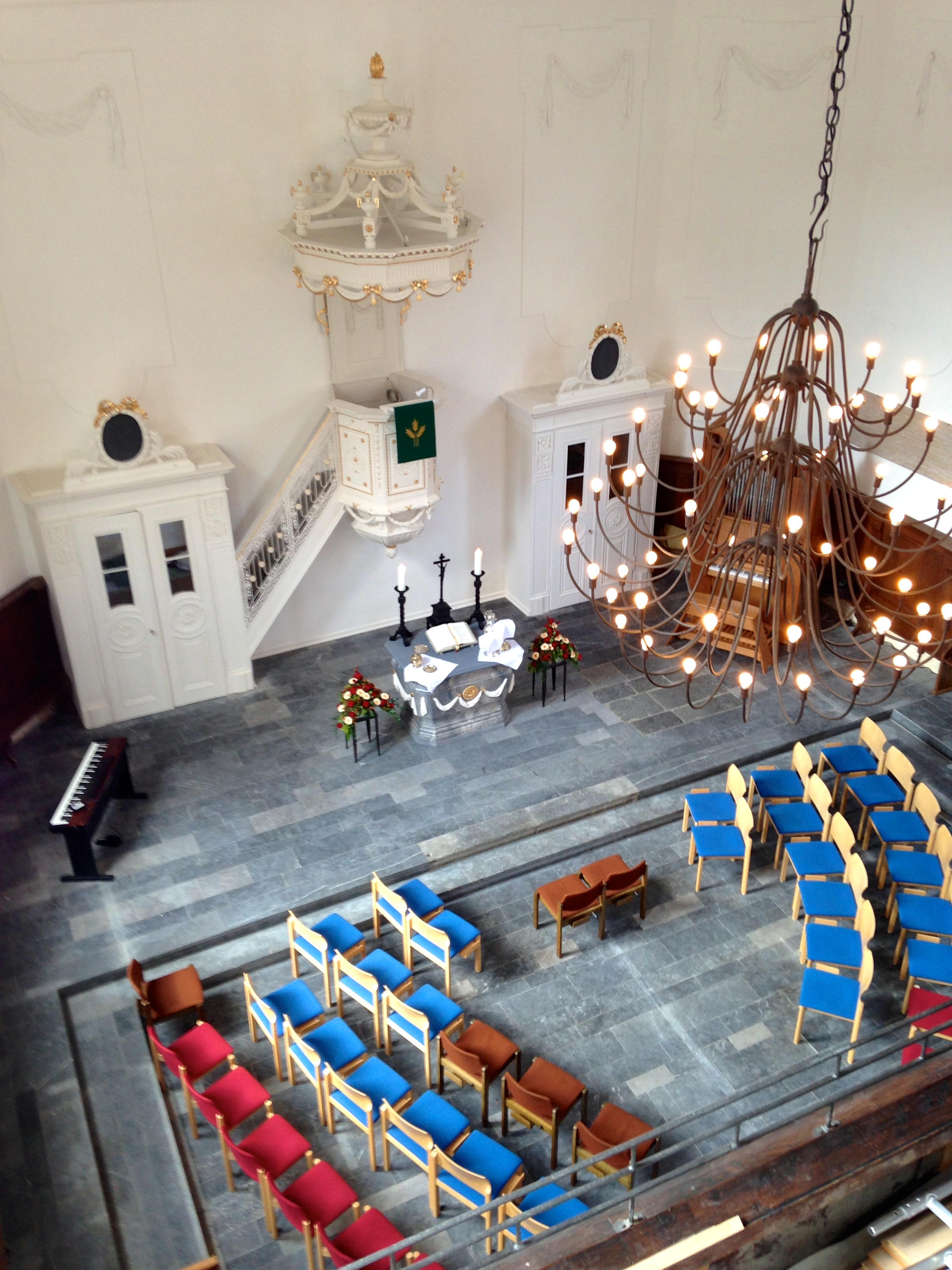
Innenraum Blick Richtung Altar

Formal weist die räumliche Gestaltung die für die protestantische Kirchenarchitektur typischen Kennzeichen eines zentralisierten Predigtsaales auf.
Der reich ausgeführte, rein weiß gefasste Innenraum bildet dabei einen deutlichen Kontrast zu dem schlichten Außenbau. Ausgerichtet ist der etwa 17 × 11 m große Saal auf den um zwei flache Stufen erhöhten Chorraum im Südwesten, der durch zwei schrankartige Einbauten zu beiden Seiten der Kanzel eine ganz besondere Prägung erhält. Er ist am Deckenspiegel und an den Wänden mit kostbaren Stuckaturen im Stil des Louis-seize ausgestattet, die an die unter dem Titel Cahier d’Arabesques um 1780 erschienenen Stiche Henri Salembiers erinnern. Zusammen mit den schlanken, hochgestreckten Rundbogenfenstern in heller, transparenter Verglasung unterstreichen sie den eher weltlich anmutenden, eleganten Festsaalcharakter des Raumes.
Der Boden besteht aus Aachener Blaustein. Im Eingangsbereich, in der Mitte der Stufen zum Chorraum und auf seiner nordwestlichen Seite finden sich noch Reste des ursprünglichen Bodenbelags von 1789, während ein Großteil des übrigen Bodenbelages 1981 erneuert wurde.
An der Ostseite finden sich zwei Holzemporen und an der Westseite ein zweiteiliger, kunstvoll geschnitzter Kanzelaltar.
An der Süd- und Nordseite findet sich die bauzeitliche Lambris mit dem zweireihigen Seitengestühl. Die Lambris wurde 1789 durch Meister Johann Wilhelm Jansen gefertigt.
Unter der Rosette des Deckenspiegels hängt zentral im Innenraum ein großer, kugelförmiger, mit 60 Leuchtmitteln bestückter Kronleuchter aus dem Jahr 1982.

#### Kanzel

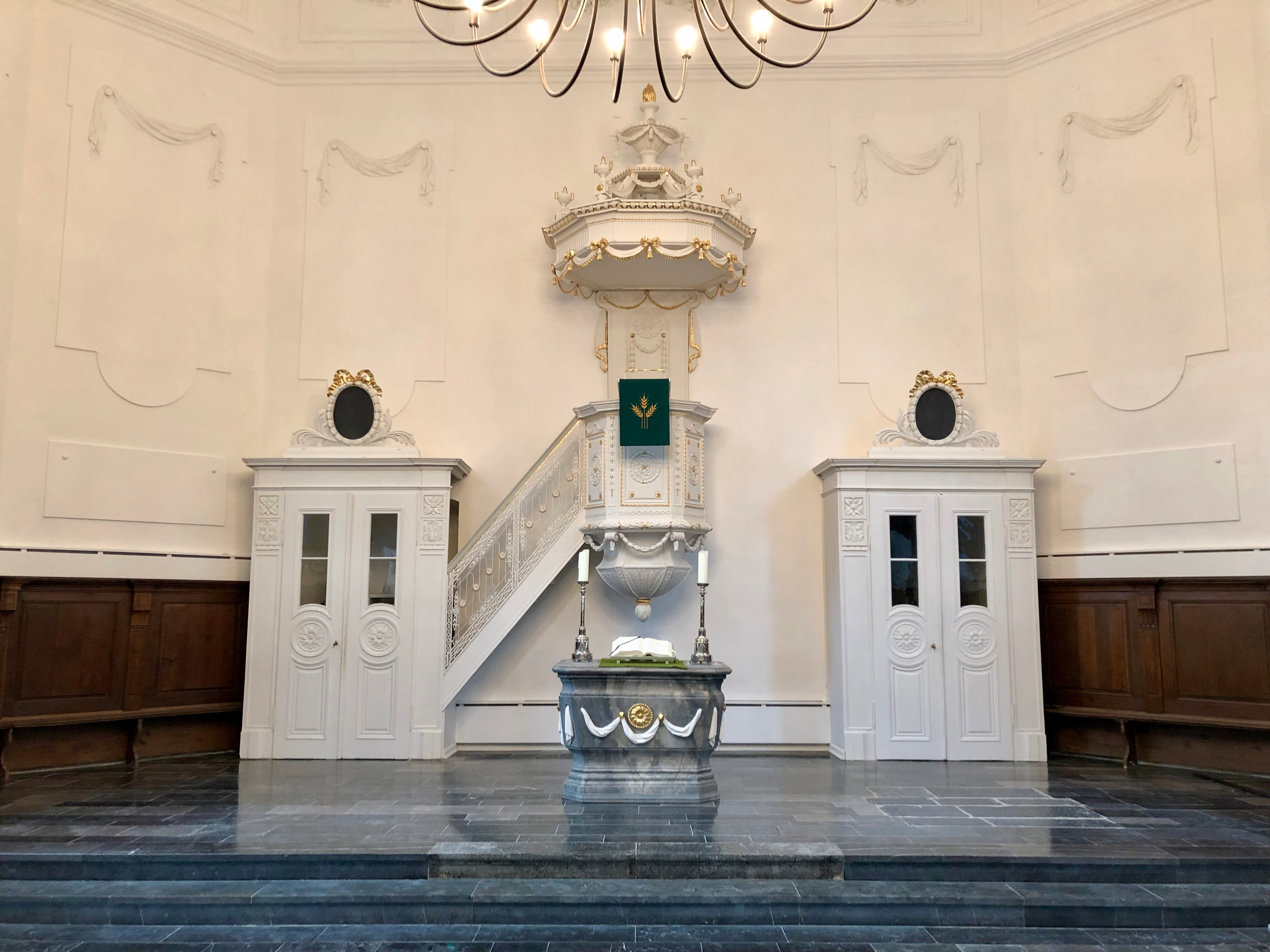
Prinzipalwand mit Kanzel, Logen und Altar

Die sechseckige, ganz aus Holz gefertigte und in der Wand verankerte Kanzel mit Rückwand, kronenartigem Schalldeckel und gerader, einläufiger Treppe mit schmiedeeisernem Stabgeländer von links, ist in allen Teilen reich im Stil des Louis-seize mit geschnitzten Rosetten, Girlanden, Falten- und Blattgehängen verziert. Die kreideweiße Fassung mit dezenten Vergoldungen wurde 1791 durch den Anstreicher Jacob Heymann erstellt. Diese Farbfassung konnte 2014 wiederhergestellt werden.
In das eiserne Geländer sind die Initialen „J W N“ für Johann Wilhelm Nickel (1737–1792), Kunstschmied aus Monschau, und die Jahreszahl „1789“ eingearbeitet. Die Entwürfe sowohl für das Geländer als auch für die Beschläge an den Portaltüren lieferte ein Bildhauer mit Namen Normann. Der Fuß der Kanzeltreppe liegt in der linken schrankartigen Loge, hinter der sich bis 1843 ein dann vermauerter Zugang zur Kirche befand. Die Treppenloge, die auch als kleine Sakristei dient, und die als Windfang dienende Loge auf der rechten Seite der Kanzel sind identisch gestaltet. Es sind rechteckige Holzeinbauten mit schmaler zweiflügeliger Mitteltür, pilasterartig gestalteten Ecken und einem Schnitzaufsatz mit stehendem Ovalmedaillon, welches der Liedanzeige in den Gottesdiensten diente.

#### Altar

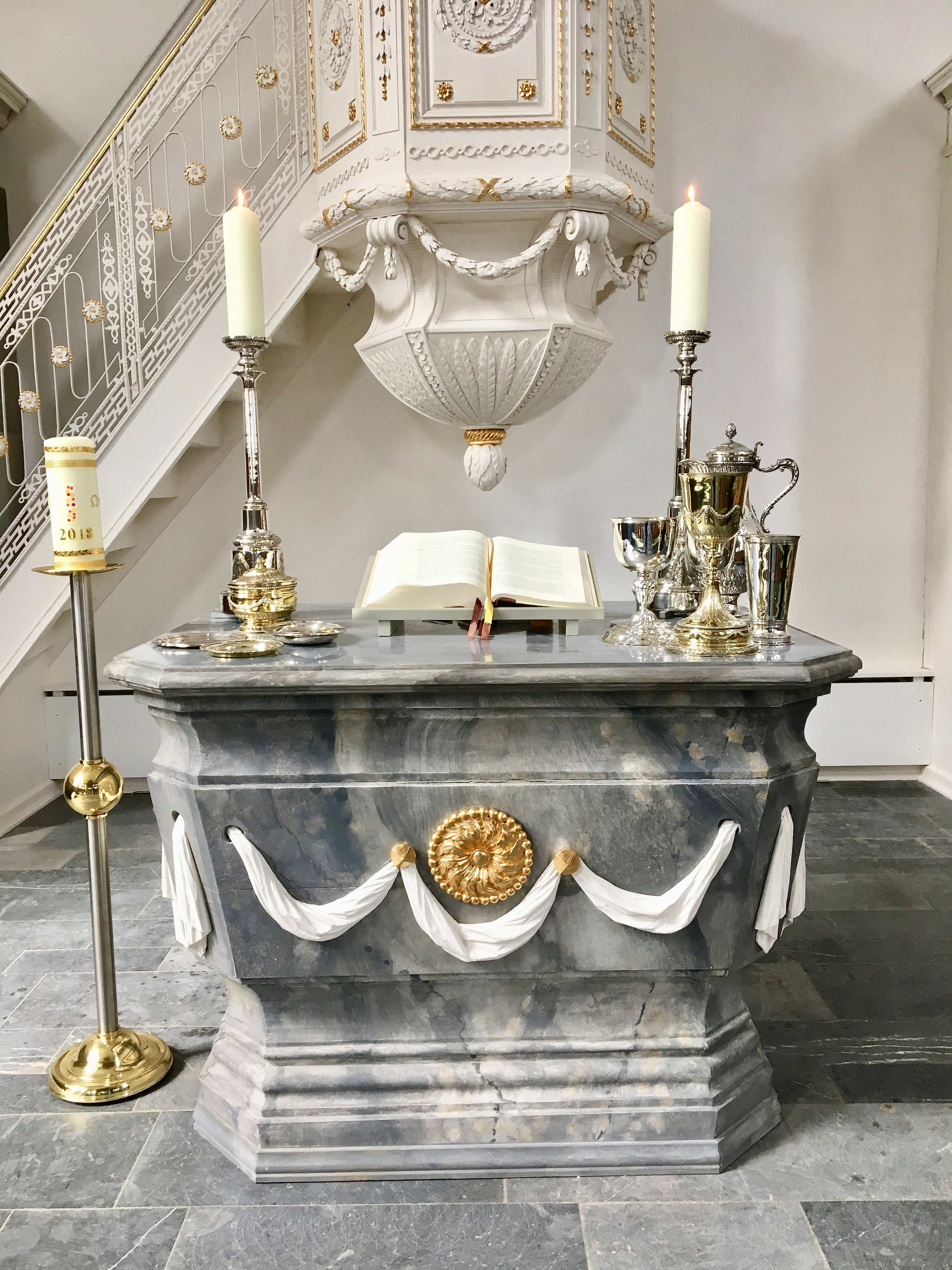
Altar

Vor der Kanzel steht der 1977 abgebaute und bis 2014 auf dem Speicher in Teilen eingelagerte bauzeitliche Louis-seize Altar von 1789 aus Eichenholz. Im Zuge der jahrzehntelangen Einlagerung waren Mensa und die geschnitzten, feinen Applikationen verschwunden. Auf Beschluss des Presbyteriums vom 3. Juli 2014 wurde er nach im Archiv der Kirchengemeinde vorhandenen Photographien und Beschreibungen des Originalzustandes ergänzt, restauriert und am 23. August 2014 wieder aufgestellt. Er stellt mit Kanzel und Logen eine in dieser Form einzigartige Interpretation des lutherischen Kanzelaltars dar.
Auf dem Altar stehen ein Kruzifix und zwei Leuchter aus Eisenguss der Sayner Hütte. Sie sind ein Geschenk des preußischen Königs Friedrich-Wilhelm III. vom Februar 1821 anlässlich der Annahme der Union im Jahre 1819. Sie zeigen die enge Verbindung der damaligen Gemeinde mit dem Haus Hohenzollern. So besuchte der spätere König Friedrich Wilhelm IV. am 5. November 1833 und am 6. Oktober 1836 als Kronprinz die Kirche und hielt mit Pfarrer Maximilian Friedrich Scheibler einen intensiven Briefkontakt.
Im Wechsel mit dem Kruzifix und den Leuchtern von 1821 werden auf den Altar zeitweise auch zwei versilberte Altarleuchter gestellt, die 1817 zum 300-jährigen Reformationsjubiläum von 27 Frauen der Gemeinde gestiftet wurden.

#### Fenster

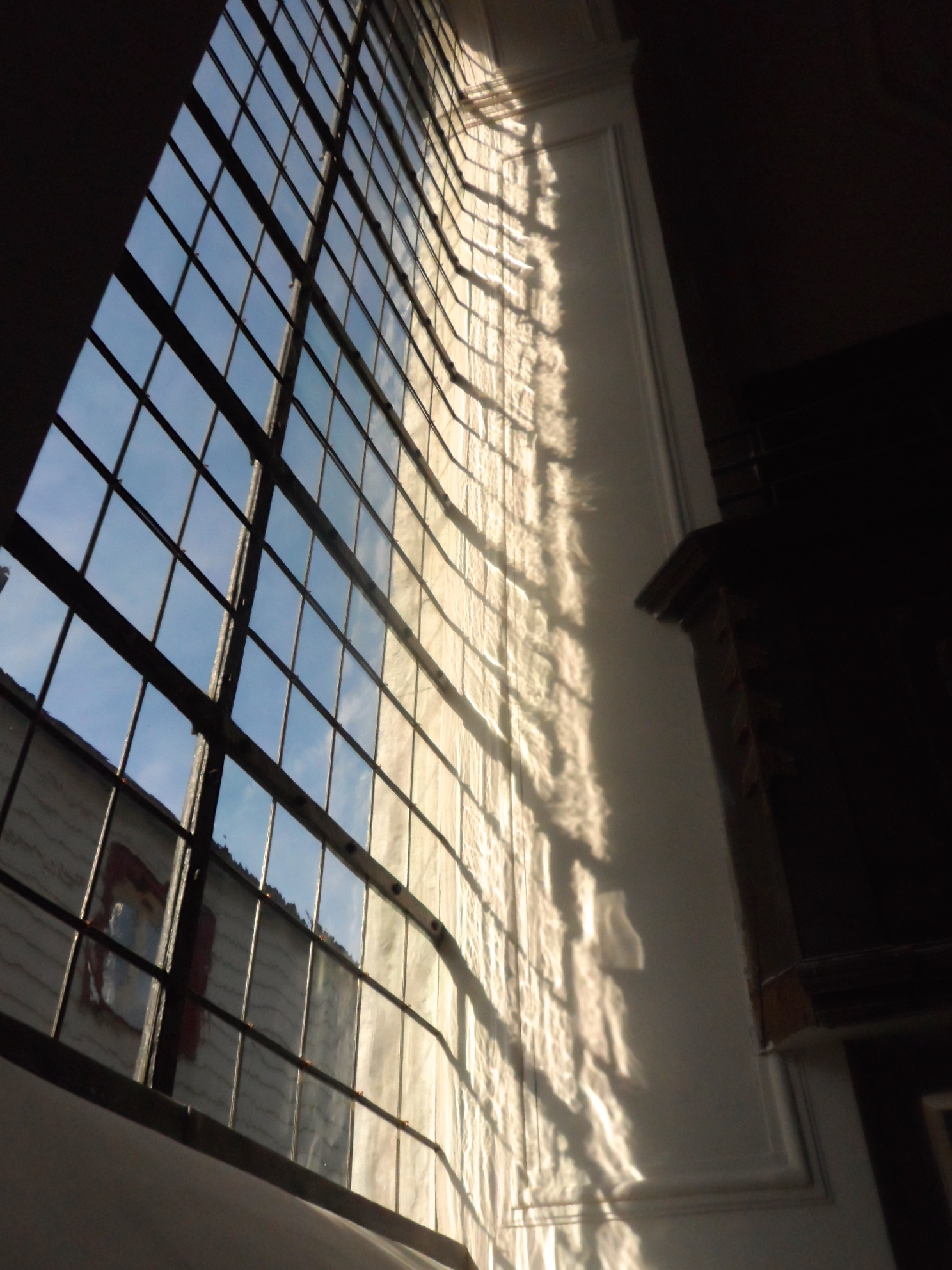
Fenster (2014)

Die Kirchenfenster wurden 1789 beim Glasermeister Bernhard Ludwig Malhard (1743–1804) in Mainz hergestellt, mit dem Schiff von Mainz nach Köln transportiert und schließlich mit dem Fuhrwerk von dort nach Monschau gebracht.
Beim Abzug der deutschen Wehrmacht aus Monschau am 15. September 1944 sprengte sie alle Brücken über die Rur. Dabei wurde fast alles Fensterglas der Kirche, welches bis dahin noch aus der Bauzeit erhalten gewesen war, zerstört. Die leeren Fensterhöhlen wurden zunächst notdürftig mit Brettern geschlossen. Erst nach der Währungsreform konnte 1949 genügend Kathedralglas aufgetrieben werden, um die Kirche zu verglasen. Am 17. Juli 1949 wurde die Kirche wiedereröffnet.
Dieses Kathedralglas konnte im Zuge der Instandsetzung 2013–2014 durch ein transparentes, mundgeblasenes, leicht grünlich getöntes Waldglas ersetzt werden, welches dem ursprünglichen Glas von 1789 sehr nahe kommt.

#### Taufstein

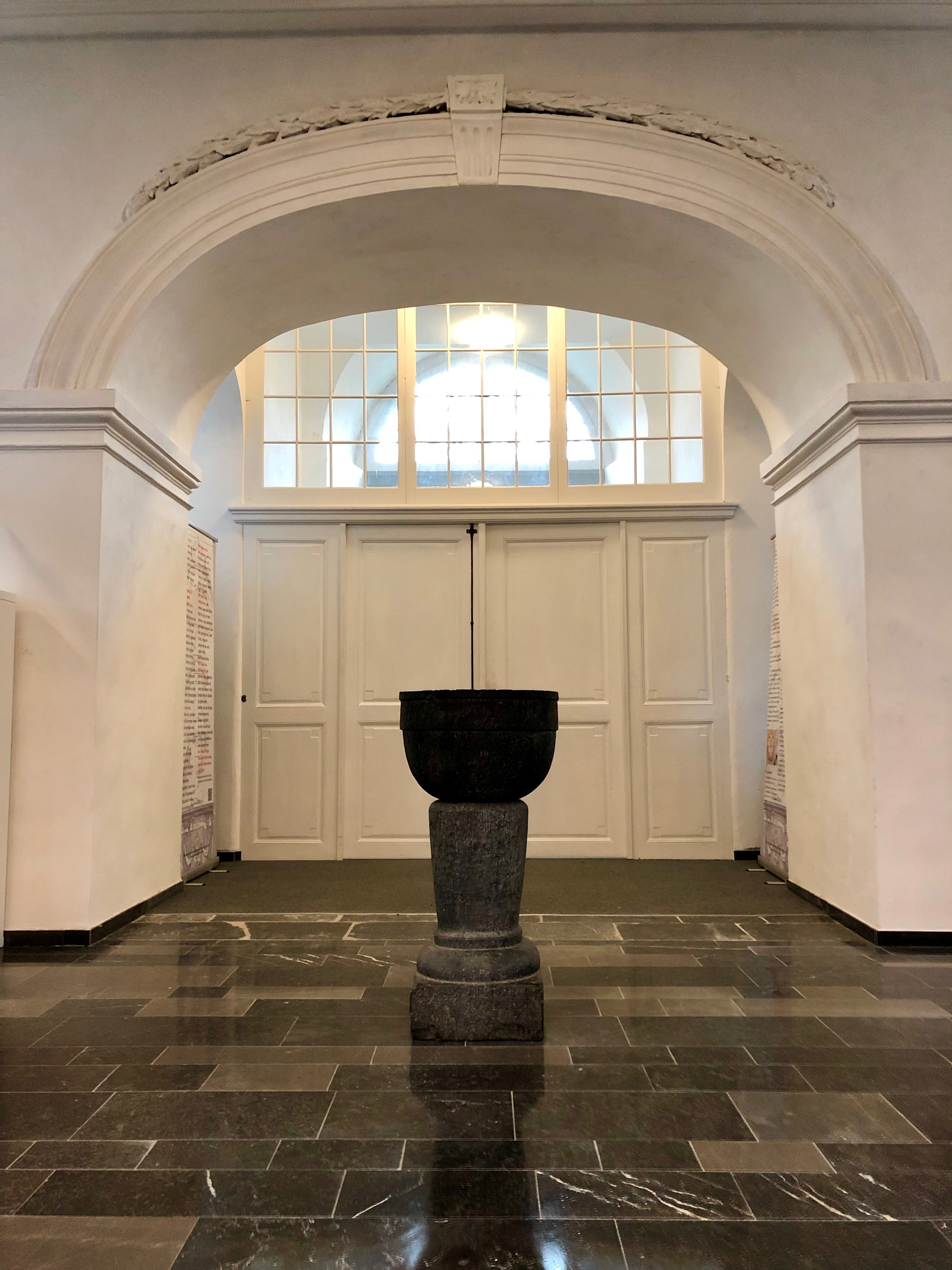
Taufstein und Windfang
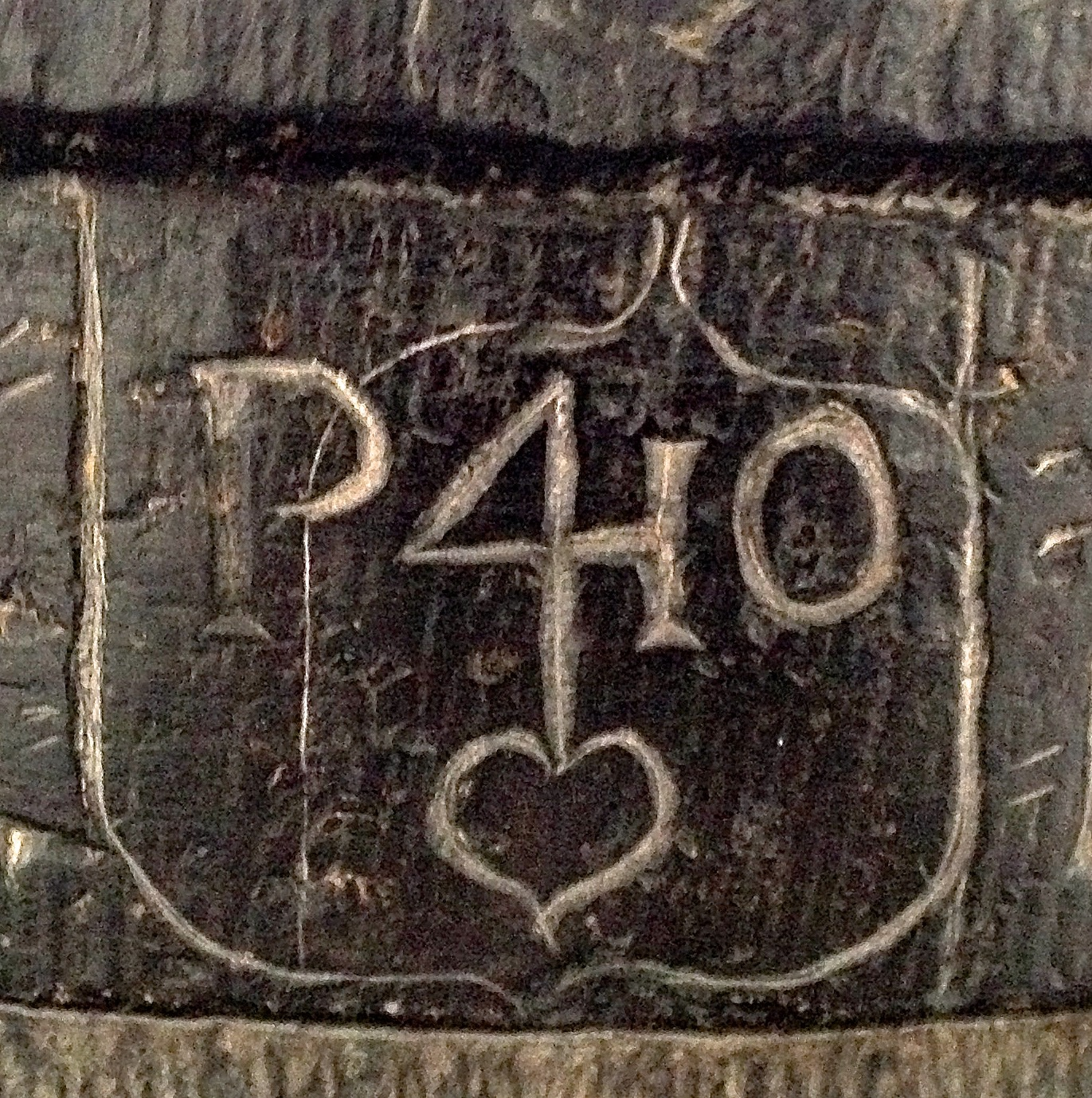
Gravur und Hausmarke

Das älteste Ausstattungsstück ist der auf romanischem Fuß gelagerte Taufstein der ersten Monschauer lutherischen Kirche in Menzerath von 1683. Die Inschrift zeigt in Gravur eine Hausmarke mit den Initialen P und O sowie drei Namen: Petter Off=erman Johās Stegelle und Nel=les Saũrbir. Es sind wahrscheinlich die Namen der Stifter des Taufsteins.
Cornelius Sauerbier schenkte am 3. Januar 1683 der Gemeinde das Grundstück für die Einrichtung des Friedhofs und den Bau der Kirche in Menzerath. Er und Petter Offermann waren Mitglieder der lutherischen Gemeinde Menzerath-Montjoie und unterzeichneten zudem am 7. März 1709 zusammen mit anderen Gemeindegliedern und Vorstehern ein Protokoll, welches der bis dahin mit der lutherischen Gemeinde Gemünd pfarramtlich verbundenen Gemeinde Menzerath-Montjoie zu einem eigenen Pfarrer und damit zur Selbständigkeit verhelfen sollte. Der Grabstein eines Johann Stegler († 10. August 1697), Drahtziehermeister aus Vicht, befindet sich auf dem Evangelischen Friedhof in Zweifall.
Nach Schließung der Menzerather Kirche wegen Baufälligkeit 1824 stand der Taufstein zunächst bis 1925 in der schließlich 1935 abgebrochenen Evangelischen Kirche in Imgenbroich. 1925 kam er in die Monschauer Kirche. Am 16. August 2014 wurde er an zentraler Stelle unter der Empore im Eingangsbereich des Kirchsaals aufgestellt.

#### Emporen

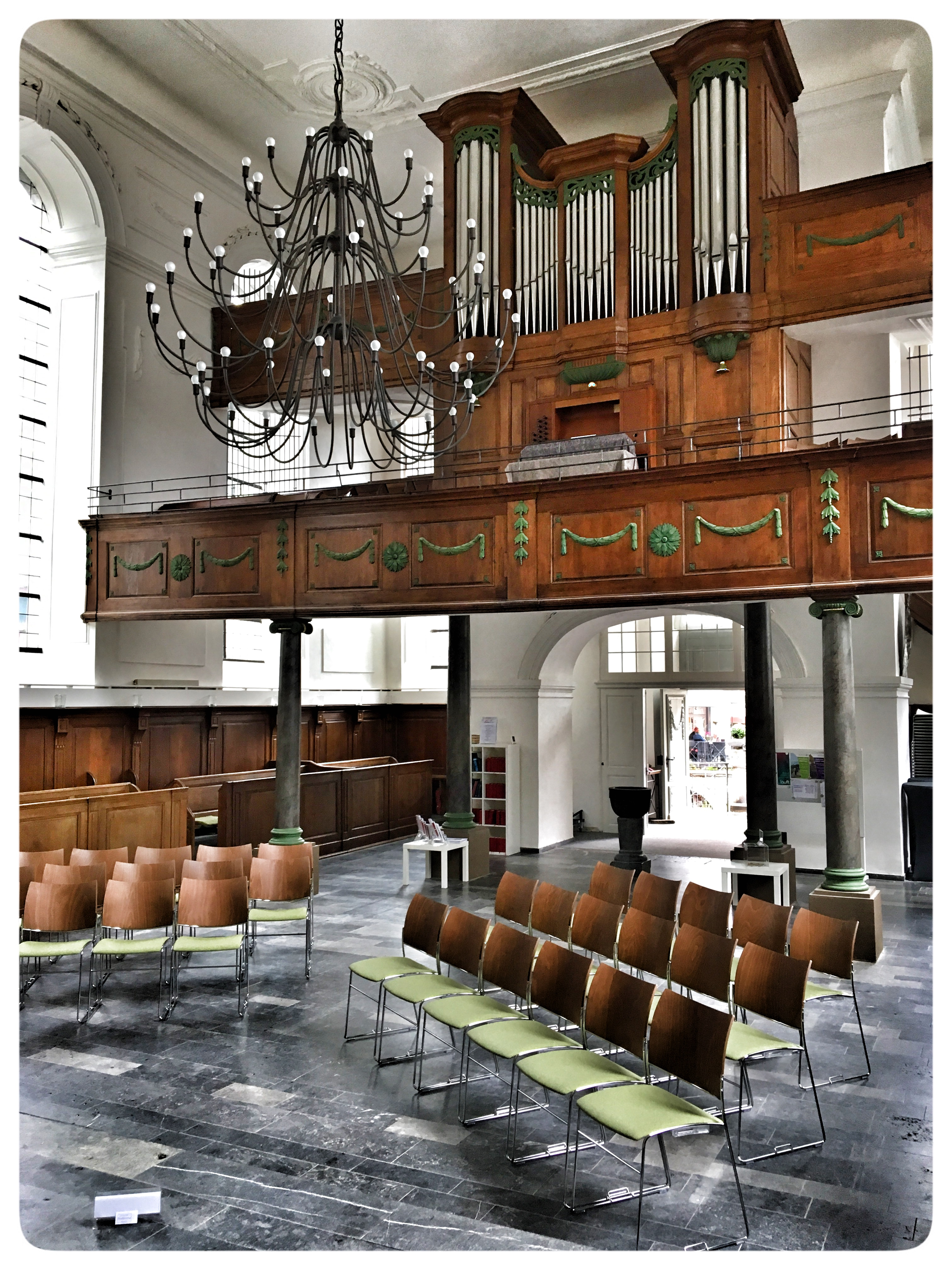
Kircheninnenraum mit Blick auf die Emporen

Gut 21 Jahre nach dem ersten Gottesdienst wurde schließlich die Fertigstellung der Kirche durch den Einbau der beiden Emporen und der Orgel am 9. Dezember 1810 in einem Gottesdienst gefeiert.
Die geraden kassettierten Brüstungen der Emporen sowie der Kasten der Orgel zeigen in den Applikationen Stilelemente des Empire. Die untere Empore ruht auf vier hölzernen Säulen mit ionischen Kapitellen, wohingegen die schmalere obere Empore ohne sichtbare Stützen eingezogen ist. Der Orgelkasten ist in die obere Emporenbrüstung integriert und reicht bis dicht unter die flache Spiegeldecke. Mit der Ausführung der Arbeiten war am 18. April 1810 der Schreinermeister Hubert Joseph Jansen betraut worden.
Der Anstrich der Kirche wurde im Zuge der nun fälligen Arbeiten abermals beauftragt. Dadurch wurde vermutlich erstmals die ursprüngliche Farbfassung verändert. Den Anstrich besorgte der 1785 geborene und aus Uerdingen zugewanderte Malermeister Peter Sebastian Krabler.

#### Orgel

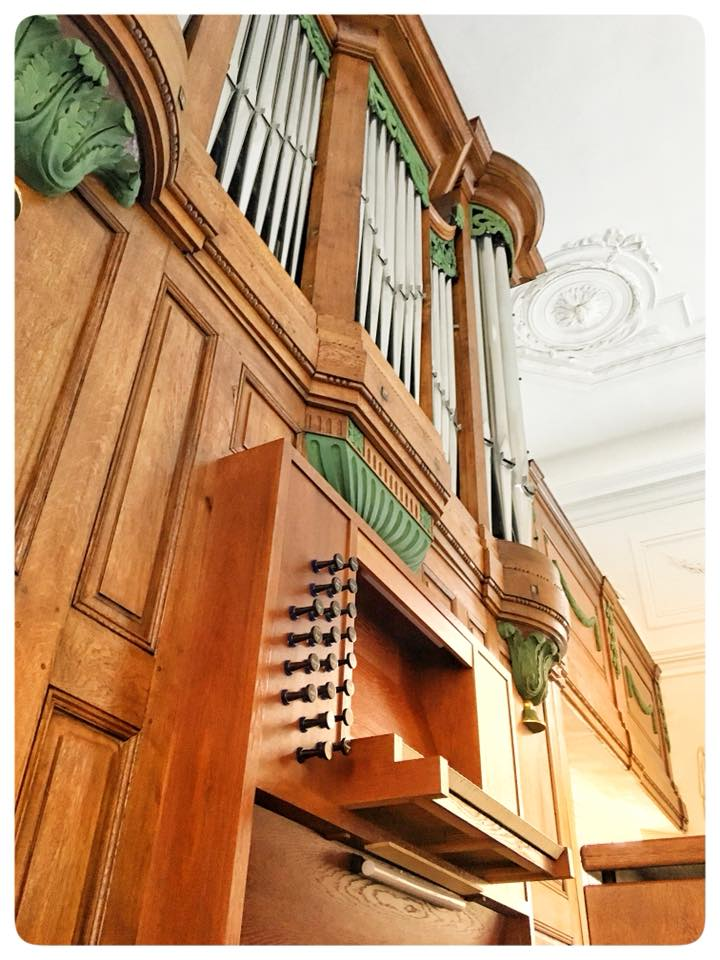
Wilbrandorgel

Offenbar stand seit 1789 in der Kirche anfangs eine kleine Orgel „von wenig Wert“. 1810 wurde eine neue Orgel des Krefelder Orgelbauers Peter Heinrich Kamper eingebaut. Sie bestand aus 18 Registern.
Die dritte Orgel war eine Vergrößerung dieser Orgel und stammte aus den Werkstätten der Firma Walcker. Sie wurde 1903 installiert und hatte zwei Manuale und Pedal mit anfangs 16 Registern. Ein Subbass wurde 1906 zugefügt. Zudem erhielt das Werk ein Organola, das die Firma Walcker ab 1904 als Patent entwickelt hatte. So konnte die Orgel auch genutzt werden, wenn kein Organist zur Verfügung stand. Das Organola war ein Abschiedsgeschenk Hermann Ludwig August Aulers (1837–1914), der von 1867 bis 1907 Pfarrer der Kirchengemeinde Monschau gewesen war. Die zinnernen Prospektpfeifen mussten im Ersten Weltkrieg zum Einschmelzen abgegeben werden und wurden durch Holzpfeifen ersetzt. 1925 wurde ein elektrisches Orgelgebläse angeschafft.
Diese Orgel wurde 1981 durch ein wiederum neues, viertes Instrument ersetzt. Es handelt sich um ein Werk des Orgelbauers Heinz Wilbrand aus Übach-Palenberg. Wegen der nötig gewordenen statischen Ertüchtigung der Orgelempore musste diese Orgel im Januar 2013 ausgebaut werden, nachdem sie bereits seit der Teilschließung der Kirche im Februar 2010 nicht mehr gespielt werden konnte.
Die Restaurierung und der Wiedereinbau der Wilbrand-Orgel wurden Ostern 2017 begonnen. Nach Abschluss der Arbeiten wurde am 6. März 2018 die Orgel schließlich durch den landeskirchlichen Orgelsachverständigen geprüft und wieder dem gottesdienstlichen Gebrauch übergeben.
| Schwellwerk C–g3 |      |
| Gedeckt          | 8′   |
| Quintade         | 8′   |
| Rohrflöte        | 4′   |
| Prinzipal        | 2′   |
| Carillon II–III  |      |
| Zimbel III       | 1⁄2′ |
| Dulzian          | 8′   |
| Tremulant        |      |

| Hauptwerk C–g3 |      |
| Prinzipal      | 8′   |
| Gemshorn       | 8′   |
| Oktave         | 4′   |
| Nachthorn      | 4′   |
| Querflöte      | 2′   |
| Mixtur IV      | 1⁄3′ |
| Trompete       | 8′   |
| Tremulant      |      |

| Pedalwerk C–f1 |       |
| Subbass        | 16′   |
| Offenbass      | 8′    |
| Choralflöte    | 4′+2′ |
| Fagott         | 16′   |

Bis zum 20. Dezember 2018 stand im Chorraum noch ein kleineres Werk der Firma Weimbs Orgelbau, das zuvor in der Aula des Städtischen St. Michael-Gymnasiums Monschau stand. Dieses wurde im Sommer 2014 aufbereitet und diente bis zum Wiedereinbau der Wilbrand-Orgel der Begleitung der Gottesdienste. Seitdem steht das Orgelpositiv in der Simmerather Pfarrkirche St. Johann Baptist.

#### Gedenktafeln

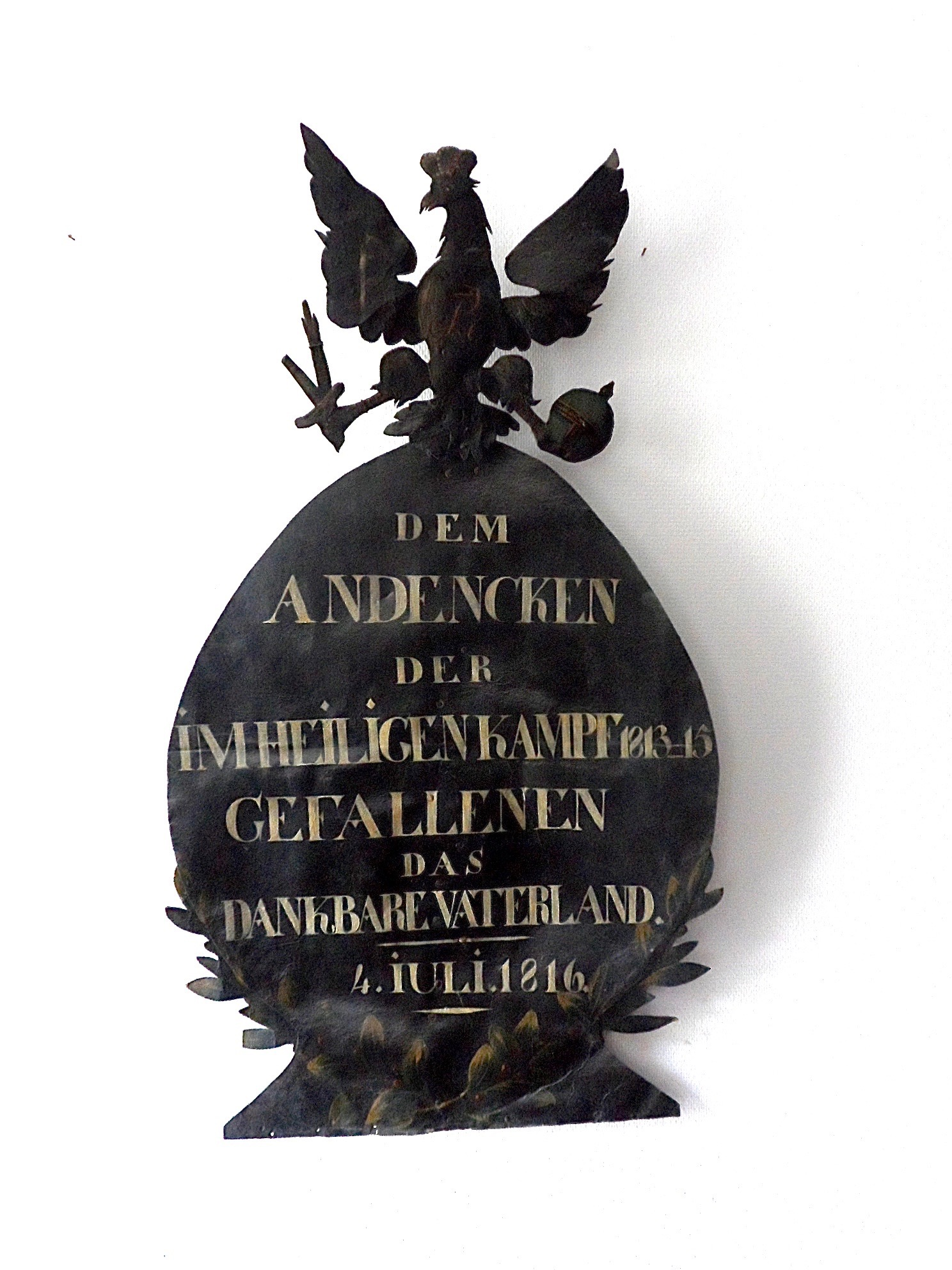
Gedenktafel für die Gefallenen 1813–1815

Bereits am 4. Juli 1816 wurde am Orgelkasten unterhalb des Deckenspiegels eine Gedenktafel für die Gefallenen der Befreiungskriege angebracht. Ihr Text lautet:

„Dem Andencken der im Heiligen Kampf 1813–1815 Gefallenen – Das dankbare Vaterland – 4. Iuli 1816“

Die Tafel hängt heute im Eingangsbereich am linken Turmpfeiler gegenüber dem Treppenaufgang zur Orgelempore.
1921 wurden an den Wandflächen rechts und links vom Altar zwei weitere Gedenktafeln an die Gefallenen der Evangelischen Kirchengemeinde Monschau angebracht. Sie nennen einen Gefallenen des Deutsch-Französischen Krieges (1870–1871) und acht Gefallene des Ersten Weltkrieges (1914–1918). Das biblische Motto ist dem 1. Johannesbrief 3,16 entnommen: „Wir sollen auch das Leben für die Brüder lassen.“
Eine 1957 auf einem Feld an der rechten Stirnwand angebrachte Tafel mit den Namen von Gefallenen des Zweiten Weltkrieges (1939–1945) nach einem Entwurf von Ewald Mataré wurde 2014 auf Beschluss des Presbyteriums nicht wieder angebracht.

### Glocken

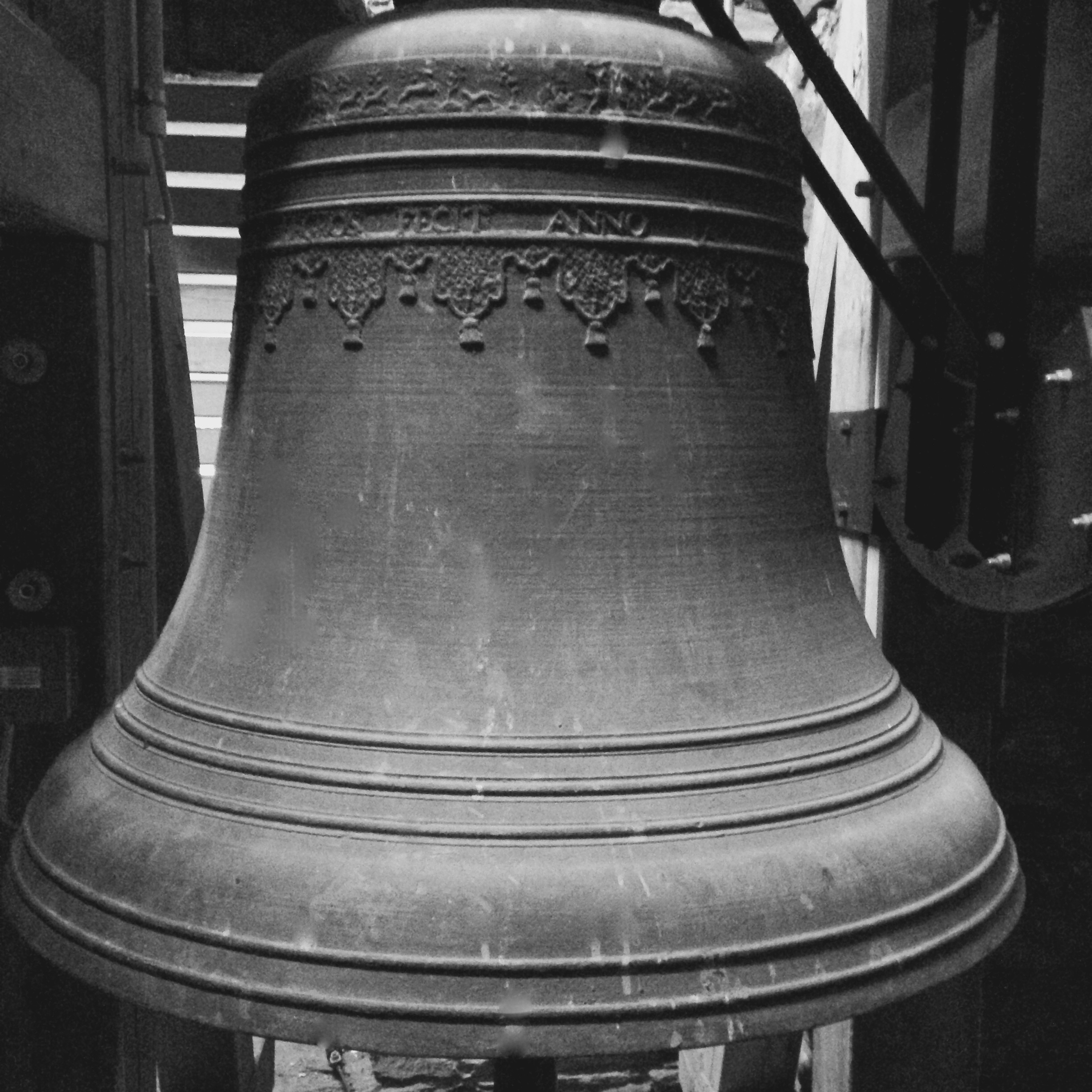
Glocke von 1789

Das Geläut stammt vom wallonischen Glockengießer Pierre-Joseph Legros, der mit seinem Vater Jean-Martin Legros in Malmedy eine Glockengießerei betrieb. Die Stimmung des Geläuts ist Ut=Do, Mi, Sol. Die drei Glocken wurden am 28. Juli 1789 angeliefert und sind heute noch im 2006 erneuerten Glockenstuhl aus Eiche vollständig erhalten.
Alle Glocken tragen die gleiche Inschrift (PETER LEGROS FECIT ANNO 1789) und Glockenzier (Relief einer Jagd).
| Glocke      | I           | II          | III         |
| ----------- | ----------- | ----------- | ----------- |
| Durchmesser | 990 mm      | 874 mm      | 779 mm      |
| Gewicht ≈   | 590 kg      | 430 kg      | 350 kg      |
| Schlagton   | g'-6,2 (-6) | a'-7,4 (-7) | h'-4,8 (-5) |

### Uhrwerk

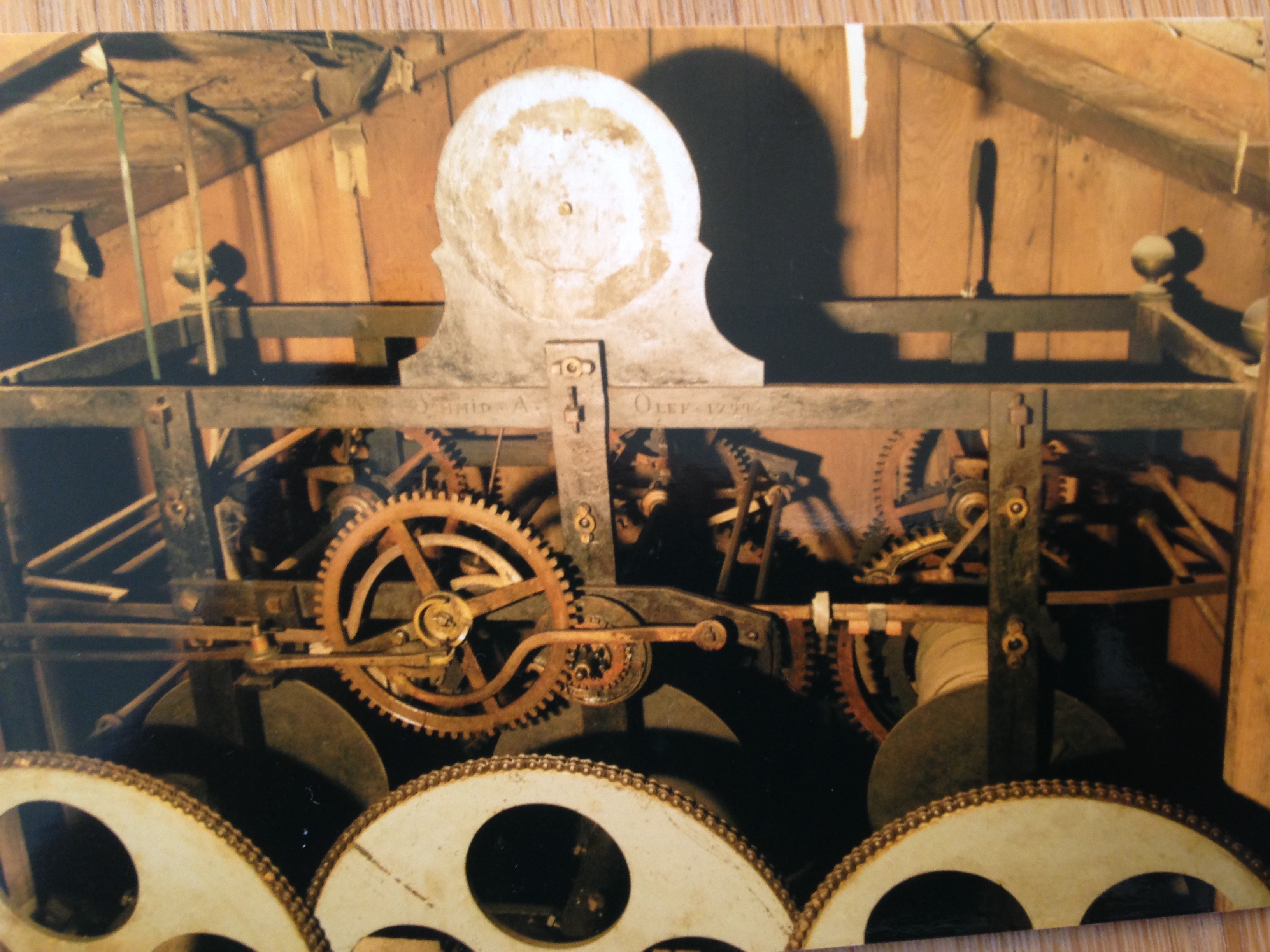
Uhrwerk von 1799

Im Turm befindet sich ein Uhrwerk des Uhrmachers J.H. Schmidt aus Olef. Es wurde am 3. Januar 1799 in Auftrag gegeben und damals aus Spendengeldern finanziert. Seit 1972 ist das Uhrwerk außer Funktion gesetzt.

## Instandsetzungsarbeiten

### Kirchturmhaube, Dachtragwerk, Dach und Mauerwerk
Zuletzt war die Stadtkirche in den Jahren 1977 bis 1981 umfangreich instand gesetzt worden. Die damalige Ausführung der Maßnahmen stellte sich jedoch für die Instandsetzung seit 2005 durch die Entscheidungen, die damals getroffen wurden, als größter Kostenfaktor heraus.
Dem Kenntnisstand der damaligen Zeit entsprechend war das stark geschädigte Holz der Tragwerkskonstruktion 1981 durch 1,2 Tonnen chemischer Holzschutzmittel (Xylamon) behandelt worden, welche heute aufgrund der Toxizität in der EU nicht mehr eingesetzt werden dürfen. Allgemein anerkannte Grenzwerte wurden 2011, also noch 30 Jahre nach Einbringung, teilweise um das bis zu 200fache überschritten.
Zudem waren stählerne Hilfskonstruktionen zur statischen Ertüchtigung von zu gering dimensionierten Hölzern der Tragwerkskonstruktion eingebaut worden. Durch die so nicht wirksam gestoppte, sogar noch fortschreitende Zerstörung des Holzes war eine kraftschlüssige Verbindung schon gut drei Jahrzehnte später nicht mehr gegeben. Die Balkenköpfe der Deckenbalken, Stuhlsäulenfüße und Auflagerschwellen waren partiell zerstört, so dass Lasten ungleichmäßig abgeleitet und Bauteile überlastet wurden.

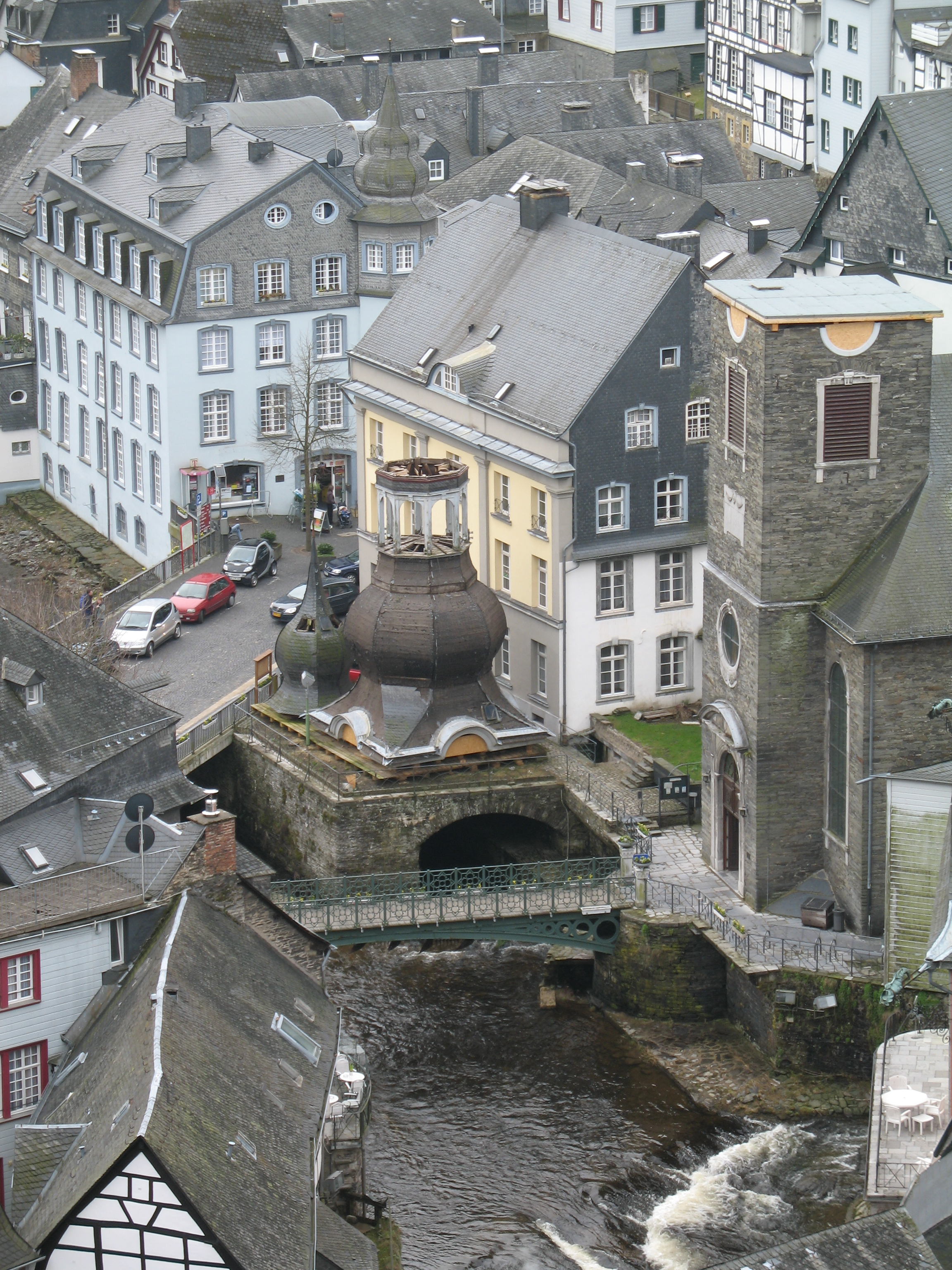
2005 bis 2006: zur Instandsetzung abgenommene Turmhaube

Im September 2005 wurde festgestellt, dass die Standsicherheit des Tragwerks der 17 Meter hohen Kirchturmhaube durch massiven Befall durch Hausschwämme und andere Holzschädlinge nicht mehr gewährleistet war.
Wegen der festgestellten umfangreichen Schäden wurde die Kirchturmhaube am 20./21. Oktober 2005 entfernt und in zwei Teilen vor dem benachbarten Gemeindehaus abgestellt.
Innerhalb eines Jahres konnte die Kirchturmhaube instand gesetzt und am 25./26. Oktober 2006 wieder aufgesetzt werden. Das WDR-Fernsehen hatte 2006 über mehrere Monate über den Fortschritt der Sanierungsarbeiten an der Kirchturmhaube berichtet und das Aufsetzen des Schwans am Abend des 29. Oktober 2006 live übertragen.
Wegen der sich in der Folgezeit anschließenden Instandsetzungsarbeiten am gleichermaßen geschädigten Dachtragwerk, an der Fassade und im Innenraum war die Kirche vom 23. Februar 2010 teilweise und vom 11. September 2011 bis zum 15. August 2014 vollständig geschlossen.
Die Evangelischen Gottesdienste fanden in der Zeit der Schließung in der Alten Pfarrkirche oder in der Schlosskapelle der Burg Monschau statt.
Durch die Kontamination mit Holzschutzmitteln konnten die Arbeiten am Dachtragwerk ab 2011 nur unter strengen arbeitsschutzrechtlichen Auflagen durchgeführt werden. Die Arbeitsabläufe mussten streng nach dem Schwarz-Weiß-Prinzip organisiert werden. Um den Kircheninnenraum vor dem Eindringen kontaminierter Luft aus dem Dachbereich zu schützen, wurden neben weiteren begleitenden konstruktiven Maßnahmen ein hochabsorbierendes Kohlenstoff-Vlies zwischen Dachboden und Decke eingebracht, eine Schleuse sowie eine Entlüftungsanlage eingebaut. Die Instandsetzung des Dachtragwerkes verteuerte sich allein dadurch um ca. 250.000 Euro.
Im Anschluss an die Sanierung des Dachtragwerks wurde das Dach komplett neu mit Schiefer in Rechteck-Doppeldeckung eingedeckt.
Das Mauerwerk wurde gereinigt und Fehlstellen wurden repariert bzw. ersetzt. Eine 1977–1981 vor die Fenster aufgebrachte Schutzverglasung wurde entfernt.
Bei der Instandsetzung ab 2005 war die weitestmögliche Bestandswahrung sowie – unter unerlässlichem Austausch von zerstörtem Holz – die materialgerechte Ergänzung der denkmalgerechte Weg, die statische Sicherung der Konstruktion zu erreichen.

### Hölzerne Inneneinbauten

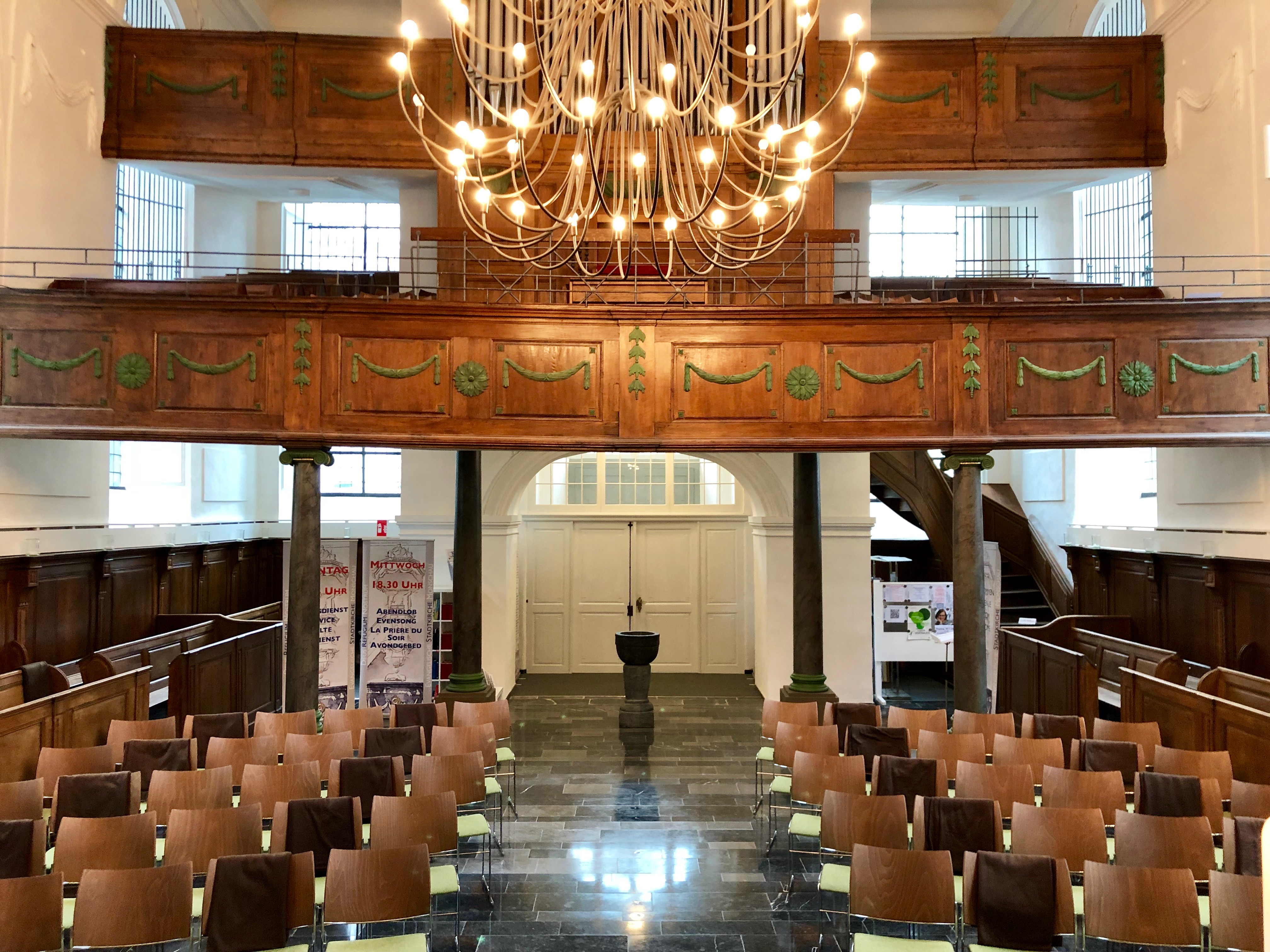
Innenraum nach der Sanierung mit neuer Bestuhlung

Sämtliche hölzernen Inneneinbauten (z. B. Prinzipalien, Gestühl, Lambris, Treppe, Emporenbrüstungen, Orgelgehäuse) waren 1981 mit Holzschutzmitteln kontaminiert worden. Im Zuge der Instandsetzungsarbeiten 2014/15 konnten diese Bauteile dekontaminiert und in der farblichen Originalfassung wieder aufbereitet werden.
Nachdem bereits im Sommer 2014 die dekontaminierte und aufbereitete Lambris eingebaut werden konnte, folgte im Februar 2015 der Einbau des kompletten zweireihigen Seitengestühls.
Das zentrale Mittelgestühl wurde 2014 nicht wieder aufgestellt. Es wurde auf dem Dachboden eingelagert. Stattdessen konnte am 12. Mai 2017 eine neue Bestuhlung der Firma Casala in Gebrauch genommen werden. Sie kann flexibel eingesetzt werden, was den Anforderungen der Stadtkirchenarbeit entgegenkommt. Im Kirchraum finden so bis zu 280 Personen einen Sitzplatz.

### Farbfassung der Wände und Decke
Nach mehrfacher Überarbeitung der Farbfassung im Laufe der Jahrhunderte – von ursprünglich weiß (1789) über eine erste Veränderung vermutlich schon 1810, graugrün mit Goldauflage der Stuckaturen (1903) und leicht gelblich (1931) bis hin zu graubeige und noch reicherer Goldauflage (1981) – präsentiert sich der Innenraum seit 2014 wieder in der rein weißen, ursprünglichen Fassung des ausgehenden 18. Jahrhunderts. Der reinweiße Kalkanstrich auf der Grundlage von Sumpfkalk entspricht dem Anstrich, der auch schon 1789 freskal aufgetragen worden war.
Insbesondere seit 1903 waren in den Überarbeitungen Dispersionsfarben benutzt worden, die 2013/14 mit Glutinleim im Strappo-Verfahren entfernt werden mussten.
Die unterschiedlichen Farbfassungen seit 1789 konnten im Februar 2017 im Bereich des Treppenaufganges konservatorisch freigelegt, aufbereitet und sichtbar gemacht werden.

### Portal und Eingangsbereich
Am 1. Oktober 2015 konnten im Eingangsbereich zum Kircheninnenraum hin der bauzeitliche Windfang, Ende November 2015 schließlich das Portal nach gründlicher Restaurierung in der teilweise originalen Gestalt der Applikationen (nach Befund des Jahres 1981) und Wiederherstellung der vermutlich ursprünglichen Farbfassungen des ausgehenden 18. Jahrhunderts in Weiß (Windfang und rundbogiges Oberlicht) beziehungsweise Grauweiß (Portaltüren und Mittelstück) wieder eingebaut werden.

### Fenster
Das nach dem Zweiten Weltkrieg zunächst provisorisch eingesetzte Kathedralglas wurde 2013–2014 durch ein transparentes, mundgeblasenes, leicht grünlich getöntes Waldglas ersetzt, welches dem ursprünglichen Glas von 1789 sehr nahe kommt und den Raum im Zusammenspiel mit dem hellen Kalkanstrich und der Rekonstruktion der kreideweißen und zurückhaltend vergoldeten Prinzipalwand wieder deutlich heller erscheinen lässt.
Das Glas wurde in der Glashütte Lamberts in Waldsassen hergestellt.
Die gusseisernen Fensterrahmen sind bauzeitlich erhalten.

### Emporen
Im Frühjahr 2015 wurden die Applikationen im Empire-Stil an den Brüstungen der Emporen und am Orgelkasten wieder im Grün-Ton der Originalfassung von 1810 aufbereitet. Im Dezember 2016 konnte der Aufbau der Emporen vorläufig abgeschlossen werden.
Zuvor mussten sie in den Jahren 2012–2014 statisch ertüchtigt und dekontaminiert werden. Die Orgel wurde ausgebaut und eingelagert. Die Neigung der Fläche der unteren Orgelempore wurde 2016 durch einen Treppenaufbau aufgenommen. Ein textiler Bodenbelag wurde aufgebracht. Absturzsicherungen zu den Fenstern und zum Treppenaufgang hin wurden angefertigt und montiert. Noch vorhandene Kirchenbänke wurden aufbereitet und auf der unteren Empore wiederaufgestellt. Die obere Empore ist nicht bestuhlt und dient als Lagerfläche. Vor dem Rundfenster auf Höhe der oberen Empore wurde im Januar 2017 ein Besprechungsraum eingerichtet.

### Boden
In einem letzten Instandsetzungsabschnitt wurde der Fußbodenbelag aus Aachener Blaustein im Januar 2019 saniert. Löcher wurden geschlossen, Flecken entfernt, die Oberfläche intensiv gereinigt und schließlich verdichtet und gehärtet.

### Technische Anlagen

#### Heizung
Die Kirche erhielt im Februar 2015 eine auf die besonderen mikroklimatischen Bedingungen am Standort abgestimmte Strahlungsheizung.

#### Beleuchtung
LED-Decken- und Wandleuchten konnten am 15. November 2016 im Bereich der Emporen und im Portal- und Eingangsbereich einheitlich installiert werden.

#### Beschallungsanlage
Am 5. Dezember 2017 wurde eine zeitgemäße elektroakustische Anlage in Betrieb genommen.

#### Orgel
Im Januar 2013 musste die 1981 angefertigte Wilbrand-Orgel ausgebaut und eingelagert werden. Ab Ostern 2017 wurde sie durch die Firma Weimbs umfangreich gereinigt, überholt und in Teilen umgebaut, damit sie in die durch die Instandsetzungsarbeiten auf der Empore bzw. im Orgelkasten veränderten räumlichen Gegebenheiten passte.
Es wurden senkrechte Stützbalken auf der Rückwand des Orgelkastens eingesetzt, wodurch die Pedalwindlade seitlich leicht versetzt gegenüber der ursprünglichen Position aufgestellt werden musste. Das Schwellwerkgehäuse war ursprünglich an die angrenzenden Wandflächen angepasst, was durch das nötig gewordene Tiefersetzen der Windlade so nicht mehr passte. Es mussten entsprechende Gehäuseanpassungen vorgenommen werden. Somit kam es hier auch zu Anpassungsarbeiten bei der Ton- und Registertraktur.
Die Prospektpfeifenfußspitzen wurden restauriert, Dellen beseitigt und Stimmvorrichtungen gerichtet. Vier Windladenbälge und ein Vorbalg wurden neu geledert. Zwei neue Tremulanten sowie ein größerer Winderzeuger wurden eingebaut.
Nach dem Wiedereinbau folgten eine Nachintonation sowie die Generalstimmung des Instruments (zur Intonation von Orgeln siehe Orgelpfeife).
Das so überarbeitete und wieder eingebaute Instrument wurde am 6. März 2018 durch einen landeskirchlichen Orgelsachverständigen abgenommen und dem gottesdienstlichen Gebrauch übergeben. Mit einem Begrüßungs- und Vorstellungskonzert am 12. Oktober 2018 wurden die Arbeiten an der Orgel offiziell abgeschlossen.

#### Glockenstuhl
2006 wurde der bisherige Glockenstuhl aus Stahl wieder durch eine Konstruktion aus Eichenholz ersetzt.

### Unterstützung und Förderung

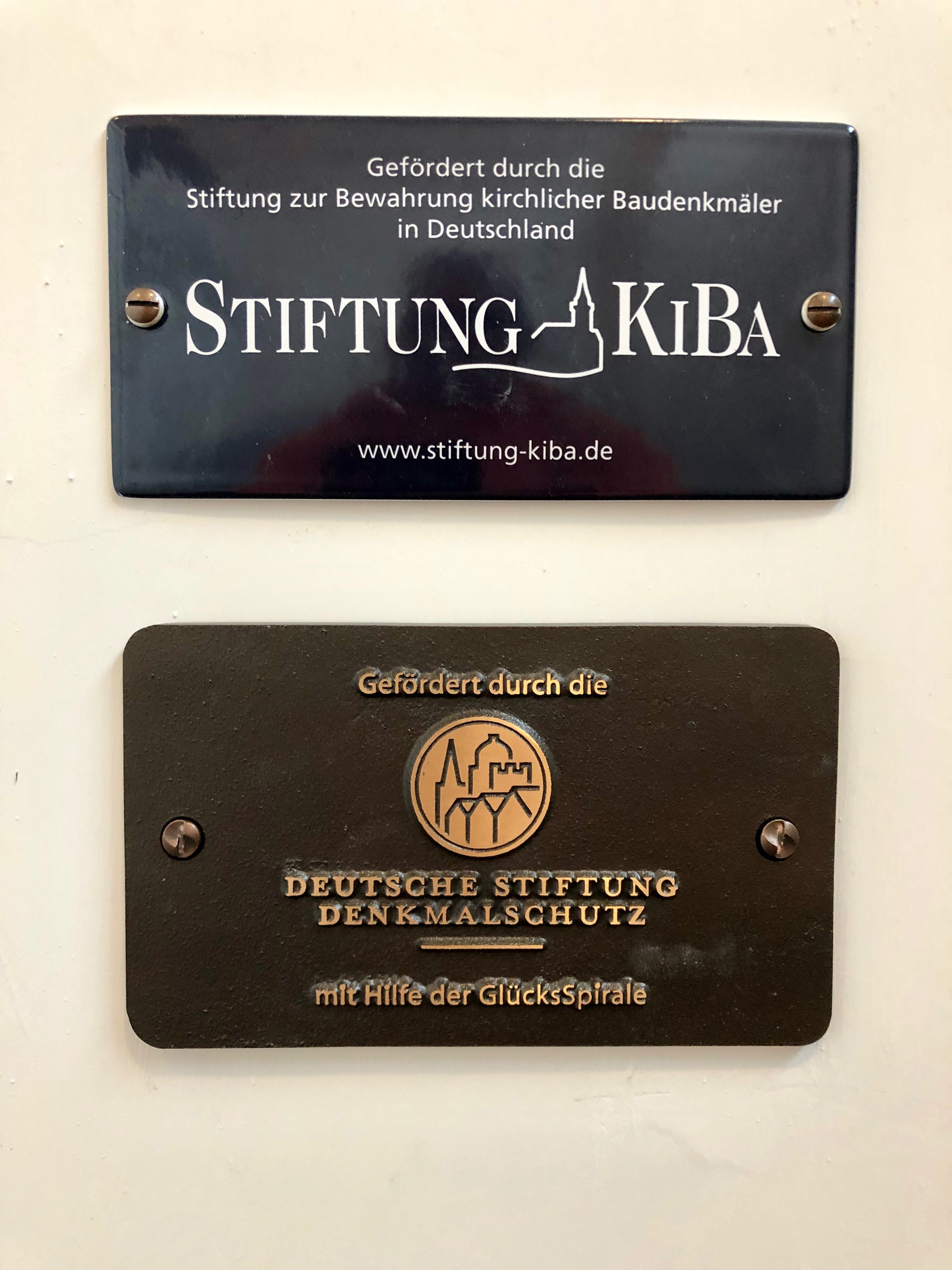
Förderstiftungen

Die Stiftung zur Bewahrung kirchlicher Baudenkmäler in Deutschland (KiBa) unterstützte die Instandhaltungsarbeiten mit 20.000 Euro. Auch die Deutsche Stiftung Denkmalschutz, das Land Nordrhein-Westfalen, die Bundesrepublik Deutschland, die Evangelische Kirche im Rheinland und der Evangelische Kirchenkreis Aachen haben über Förderungen und Beihilfen die Maßnahmen unterstützt. Ungefähr 250.000 Euro brachten Spenden und Kollekten für die Instandsetzung ein. Die Gesamtkosten der Instandsetzung betrugen ca. 2,3 Millionen Euro.

### Fazit
Am 16. Januar 2019 konnte die Instandsetzung mit der Durchführung von kleineren Restarbeiten abgeschlossen werden. Maßgeblich bei allen seit 2005 durchgeführten Instandsetzungs- und Restaurierungsmaßnahmen war nach dem Willen der Bauherrenseite ein möglichst hohes Maß an Verwendung von originalen Materialien und Farben unter Anwendung hergebrachter Handwerkstechniken.

„Mit der Rückgewinnung des authentischen Raumeindrucks von 1789 finden die Sanierungsarbeiten der letzten zehn Jahre einen würdigen und herausragenden Abschluss.“

## Pfarrerinnen und Pfarrer

### Erster Pfarrer

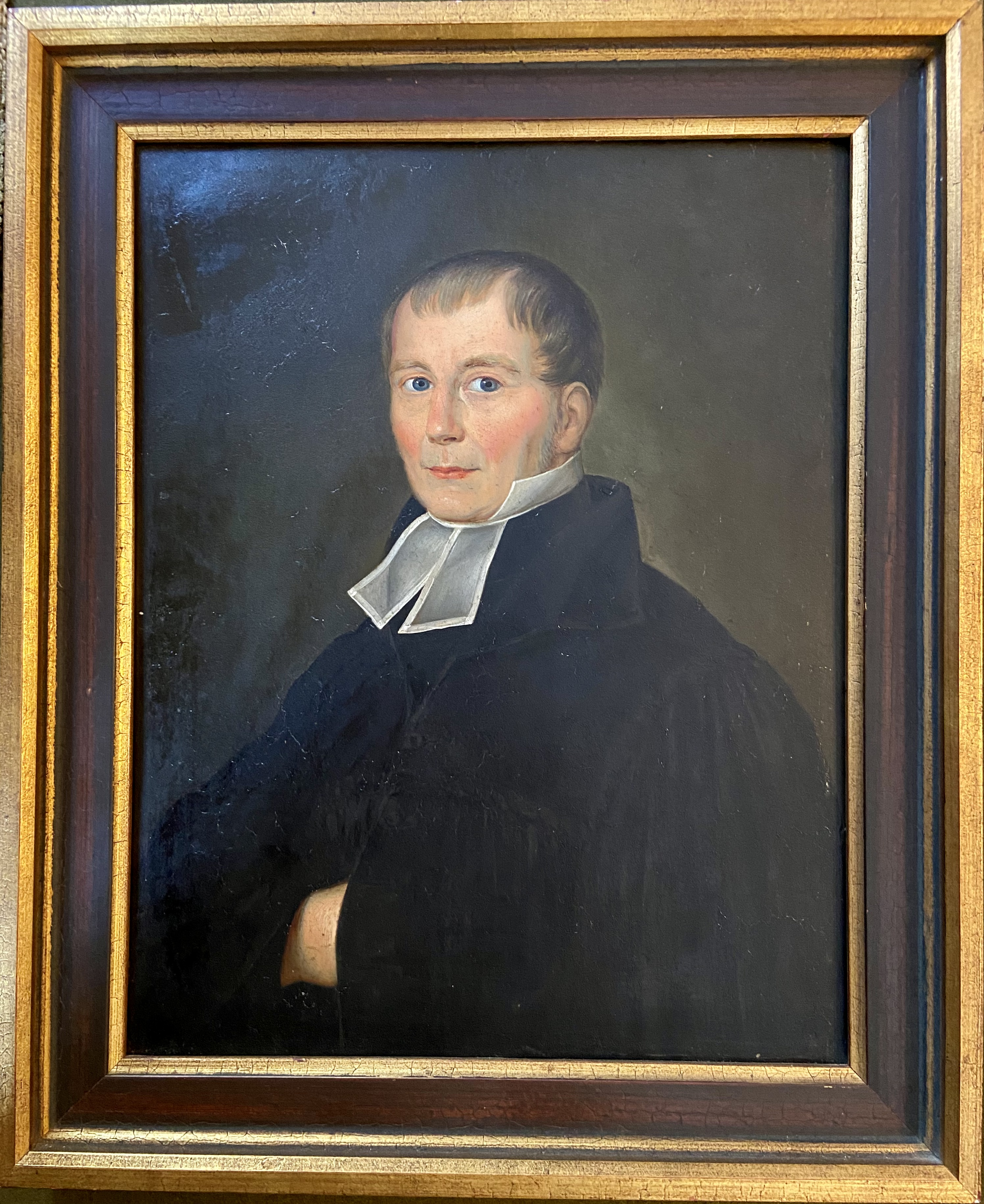
Pfarrer Maximilian Friedrich Scheibler (1759–1840).

Erster Pfarrer der neuen Kirche war Maximilian Friedrich Scheibler (1759–1840). Von 1778 bis 1780 hatte er an der Georg-August-Universität Göttingen Theologie studiert. Die an das Studium sich anschließenden Kandidatenjahre verbrachte er in Neukirchen, Stolberg und Remscheid. 1786 wurde er zum Pfarrer der Gemeinde Düren gewählt, wo ihn schon am 20. Juli 1788 ein Ruf auf die Pfarrstelle nach Menzerath ereilte. Am 11. Juni 1789 beriefen ihn dann schließlich die Ältesten und Vorsteher der im Zuge des Kirchenneubaus neugebildeten Gemeinde Montjoie auf ihre Pfarrstelle.
Er und der Tuchfabrikant Johann Heinrich Scheibler waren beide Nachkommen des evangelischen Theologen, Philosophen, klassischen Philologen und Physikers Christoph Scheibler (1589–1653), Professor in Gießen und später Superintendent und Leiter des Archigymnasiums in Dortmund sowie seines Sohnes Johannes Scheibler (1628–1689), Pfarrer in Remscheid-Lennep, Generalsuperintendent sowie Generalinspekteur der lutherischen Kirche im Herzogtum Jülich-Berg.

### Pfarrhaus
Auf Initiative Scheiblers wurde das Haus Kirchstraße 1 übernommen und als erstes evangelisches Pfarrhaus mit Wohnung für den Gemeindepfarrer eingerichtet. Scheiblers übernächster Nachfolger, Pfarrer Müller, verlegte in den 1840er-Jahren den Sitz des Pfarrers von der Kirchstraße in die östliche Hälfte des benachbarten Gelben Hauses, das zuvor der Familie Scheibler gehörte und von der Kirchengemeinde zu diesem Zweck übernommen worden war. Ende 1990 übernahm die Evangelische Kirchengemeinde schließlich auch die anderen Anteile des Gebäudekomplex, musste ihn jedoch im August 2024 an einen Privatinvestor verkaufen, weil die Kirchengemeinde finanziell nicht dazu in der Lage ist, das Gelbe Haus in den nächsten Jahren grundlegend zu sanieren und umzubauen.

### Liste der Pfarrerinnen und Pfarrer
Folgende Pfarrerinnen und Pfarrer wirkten bislang an der Evangelischen Stadtkirche Monschau:
| von – bis | Name                           |
| --------- | ------------------------------ |
| 1789–1839 | Maximilian Friedrich Scheibler |
| 1839–1844 | Carl Gotthold Raphael Brand    |
| 1846–1864 | Wilhelm Daniel Müller          |
| 1865–1866 | Georg Osteroth                 |
| 1867–1907 | Hermann Ludwig August Auler    |
| 1907–1930 | Paul van Spankeren             |
| 1930–1933 | Erwin Degen                    |
| 1934–1957 | Arnold Friedrich Nieland       |
| 1958–1971 | Rolf Dieter Alleweldt          |
| 1973–1996 | Hansjoachim Liedtke            |
| 1997–1998 | Katrin Adams                   |
| seit 1999 | Jens-Peter Bentzin             |

## Sonstiges

### COVID-19-Pandemie
Wegen der COVID-19-Pandemie war die Stadtkirche vom 14. März 2020 bis zum 2. Juni 2021 geschlossen.

### YouTube-Kanal
Der erste Online-Gottesdienst wurde am 18. März 2020 aus der Stadtkirche gestreamt. Die Evangelische Kirchengemeinde Monschauer Land hatte dafür einen YouTube-Kanal eingerichtet.

## Auszeichnungen
Die sehr seltene Ausstattung einer evangelischen Kirche im Stil Louis-seize in Verbindung mit ihrer Relevanz als Zeugnis der Kultur-, Sozial- und Wirtschaftsgeschichte der Stadt hatten dazu geführt, dass die Kirche 2012 durch den Deutschen Bundestag als ein „Bauwerk von nationaler Bedeutung“ anerkannt wurde.
Im Januar 2013 belegte die Kirche nach einer bundesweiten Abstimmung zur „Kirche des Jahres“ der Stiftung zur Bewahrung kirchlicher Baudenkmäler in Deutschland (KiBa) den zweiten Platz und wurde am 15. Juni 2013 als „Stadtkirche des Jahres 2012“ in Schwerin ausgezeichnet.
Die Evangelische Stadtkirche Monschau ist eine der Kulturkirchen im Bereich der EKD.

weitere Impressionen
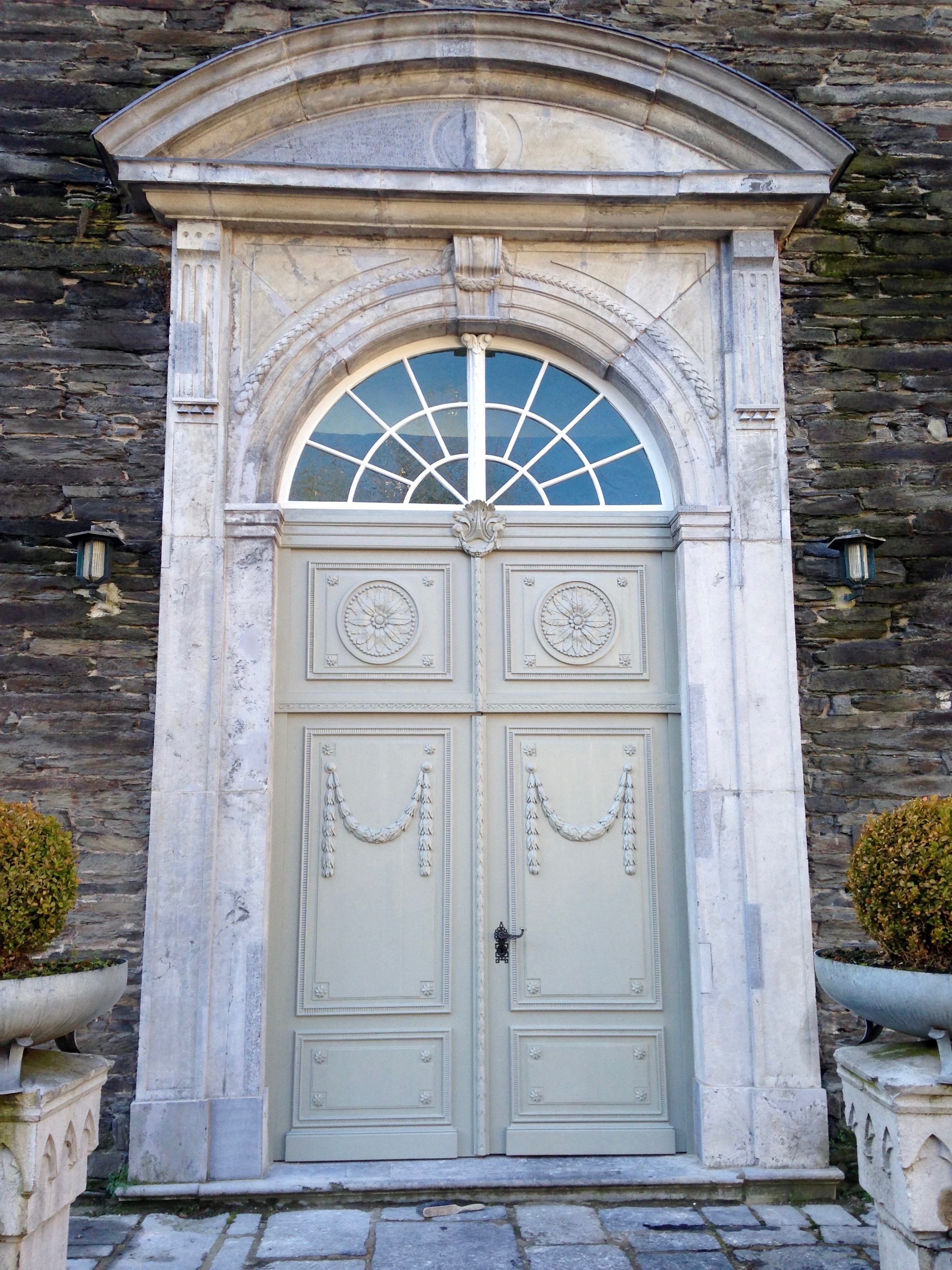
Portal mit Applikationen im Stil Louis-seize
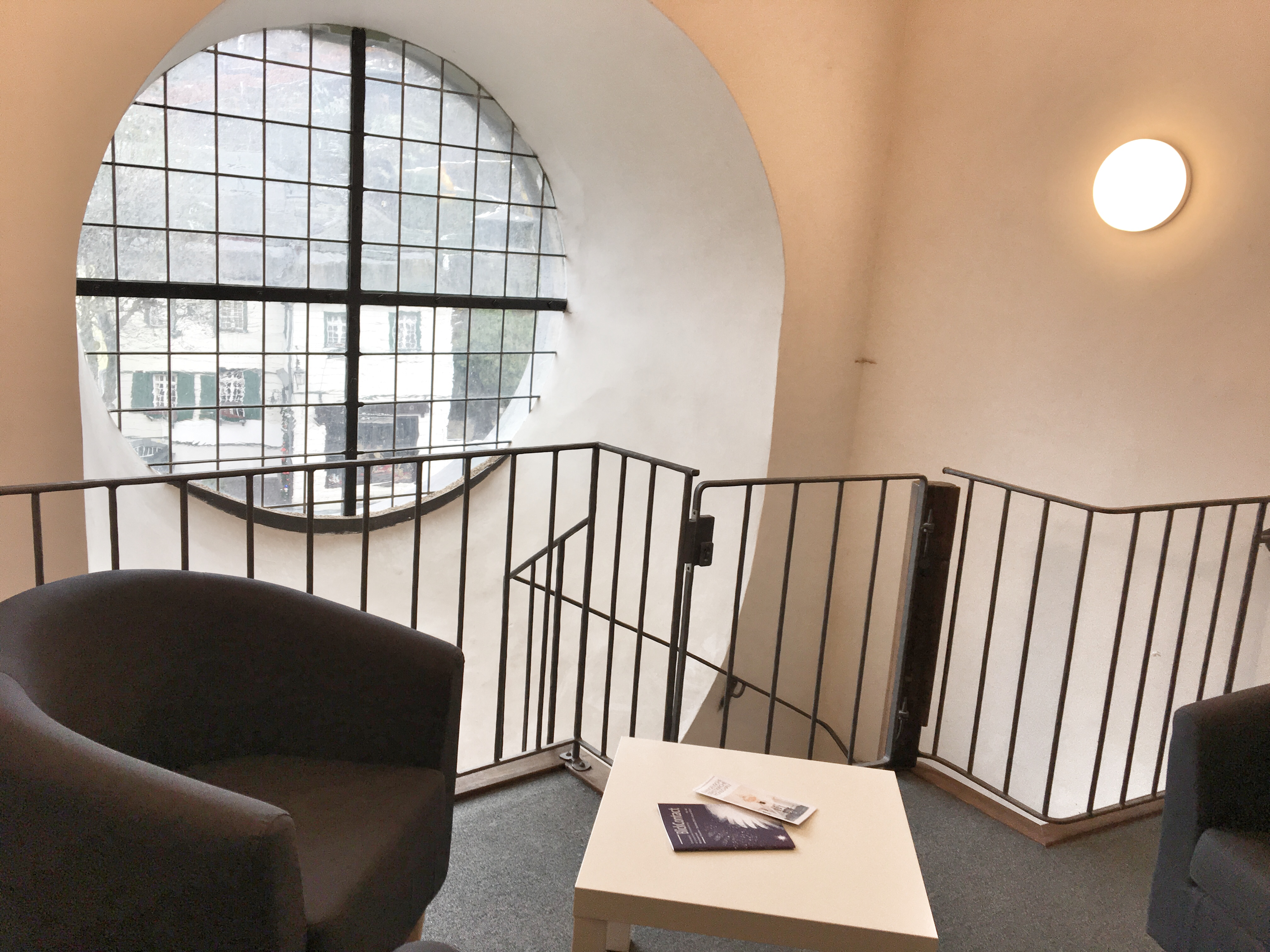
Besprechungsraum
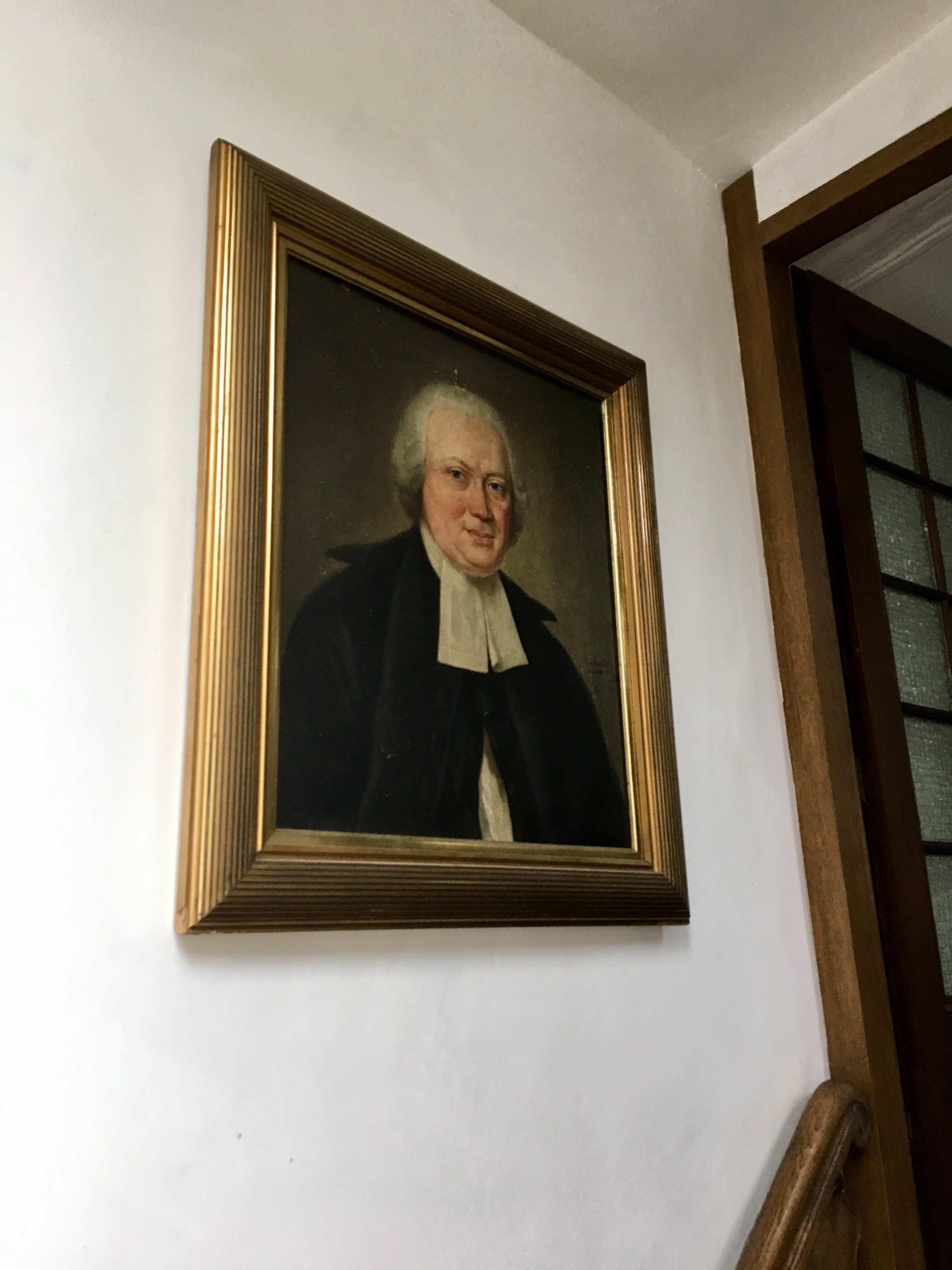
Johann Friedrich Moes (1714–1788); Pfarrer der Gemeinde Montjoie-Menzerath 1747–1788.
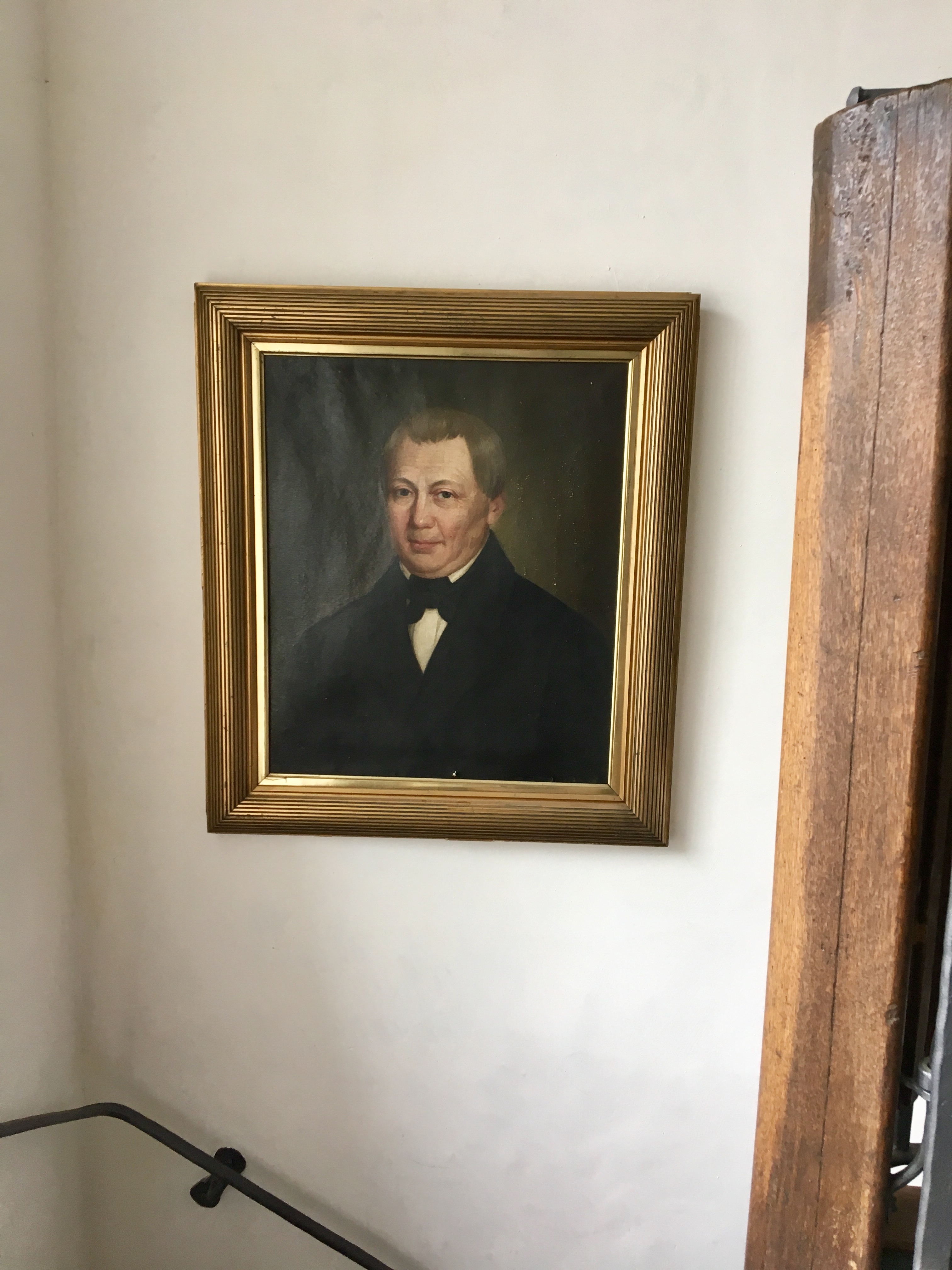
Ernst Wilhelm Moes (1760–1840); Kandidat der Theologie in der Gemeinde Montjoie-Menzerath 1783–1789.